# 獵獸神兵
《獵獸神兵》是一部由所創作的日本漫畫作品，自2014年6月至2023年6月於講談社的別冊少年Magazine上連載，故事在敘述一名少女跟隨一位四處討伐與狩獵曾被稱為「神」的「野獸」的神秘男子，兩人在這場殘酷的戰場上踏上找尋「野獸」被創立與被狩獵的殘酷真相，展開一場愛與暴力與悲傷、狩獵和哀悼與救贖的答案之中艱辛的帷幕旅途。
2014年12月，講談社發行首本單行本。改編電視動畫全12集於2019年7月至9月播放，目前外界還沒正式公布是否要播出動畫第二季。

## 內容簡介
一頭孤傲的「白狼神」行走於绝望的森林、恸哭的荒野、悲痛的海洋、幽冥的时间中。为了手刃曾经的戦友、为了獵殺危害世間的「獸」……不斷地狩獵的「异形之人」，踏上永無終結的旅程。放眼皆是腐朽駭骨與殘骸荒原中徬徨、身背著槍管獨身一人的年輕少女。放眼望去的小鎮、對誰也不能說的秘密。
活著是否為罪吗？這場漫長的旅程的終點到底何在？「獸」是為了什麼而創造出來的？更是為了什麼而奮鬥與生存到現今的？那隻狩獵許多「獸」的「白狼神」究竟發生什麼不可告人的悲傷過去？「它」是否能到一絲救贖和名為希望的一切與生存？為了獻給「眾獸」一個完整的救贖和生存的答案，揭开謎樣男子与少女的哀悼致曾为神之众兽的帷幕之旅。

## 故事大綱
從前在歷史悠久的古代大陸中，有個建立一百年的民主主義的歷史和擁有許多工業文明與農業文化中、名叫帕特里亞的國家，這個國家帕分別以北方的「工業都市」的同盟、南方的「礦山都市」的聯盟為中心，讓人民都過著安祥、和平與寧靜的生活。但是，這樣的生活卻逐漸開始崩壞。當時帕特里亞正在面臨帕特里亞面臨貧富差距、種族歧視和經濟發展和資源分配的問題，而且北方同盟與南方聯盟為了要爭取擁有未知力量、名為夢境的神秘礦石，並且在不明人物的介入與引誘下互相開戰，導致國家產生分裂引發長達多年的戰爭。
由於持續多年戰亂的緣故，促使許多人不但流離失所、無家可歸還失去他們生命中最重要的一切與人事物。隨著時光流逝，由於人口數量的差異，南方軍隊在戰場上具有優勢，北方軍隊為了要徹底結束僵持不下的戰爭，他們不只挑選一些人民投入戰場上，還私下使用禁忌能力、不被世人與眾神所允許和違法人性的「改造技術」建造出名為「擬神兵」的特殊士兵來對抗南方。後來，「擬神兵」不只為北方軍隊輾壓南方軍隊的絕對壓倒性的力量徹底改變戰局，他們還獲得人們的信任與崇拜與敬畏感。從此人們把「擬神兵」視為「神」更是把他們當作是「英雄」來看待。雖然北方同盟靠著「擬神兵」改變動亂的戰局，可是他們卻跟南方聯盟私下談判和解來結束戰爭。儘管帕特里亞能夠重新統一成為一個嶄新的國家，可是這個做法並沒有給人民帶來真正的和平與安寧，反而使戰亂又再度爆發起來。
「擬神兵」是一群擁有特殊力量的特殊士兵，他們獲得換取變身成野獸、神話生物和未知生物等種族的強大力量，這種力量能夠強大到可以跟眾神、人類或是所有其他的種族所產生匹敵的狀態。多數擬神兵在人類形態下看起來像是人類，但是皮膚上卻有明顯的變色斑點。他們都可以從攻擊中擁有迅速恢復傷勢的能力。擬神兵雖然可以改變自身的能力卻擁有致命的反效果，因為他們不只在長時間使用其力量時得面臨中喪失人性和說話的風險，而且他們受到來歷不明的詛咒中逐漸開始失去做為人類的意識還會迷失自我中變為真正的「野獸」，再加上他們長期在戰場上越是過度使用力量就會不分青紅皂白的互相攻擊彼此與盟友，最壞的情況下都可能會處於半獸化的狀態下逐漸變成最危險級的生物。更重要的事，擬神兵在戰後由於沒有解藥或是其他的方法可以避免失去人性以及變回人類的方法，所以他們得面臨無處可去的情況下到處去危害世間來尋求生路，導致人們在這場衝突之下深受迫害甚至處於傷亡慘重的慘劇。
以前世人把擬神兵當作是「神的使徒」，但是他們在戰後就把擬神兵當作野獸並且感到很畏懼。因此所有變成野獸的擬神兵都跟殲滅野獸的軍隊和一位曾經擔任過「擬神兵部隊」的領導者、被稱為「獵獸者」的男子展開激烈的衝突、追捕、狩獵與討伐之戰，他們不是面臨被獵捕就是遭到手刃的情景。僅有少數殘留著人性的擬神兵在這場殺戮中幸免於難，他們不是回到家鄉中或是四處流浪並且隱居起來就是跟隨著一位跟「獵獸者」的男子有關、「解放」所有變成野獸的擬神兵的神秘人物。除非所有的擬神兵必須得保持著人性也能跟人類和平共存，更是要有人能夠找到解藥可以將他們給變回人類，否則擬神兵就只有淪落到處於這種淒涼的結局。與此同時，有一名少女在戰爭「結束」的兩個月後面對她變成擬神兵的父親被「獵獸者」的男子給手刃時感到悲痛萬分，她在完全不知道事發的經過之下踏上旅途找尋弒父仇人。然而少女跟那位手刃她父親的男子接觸不久，她感受到有許多變成擬神兵的人會變異的原因並且感受到他們不為人知的過去與悲傷的經歷時逐漸產生同情心更是知曉這個「獵獸者」的男子的真實身分是擬神兵，她得知那個男子正在弒伐一位率領變成「野獸」的擬神兵來完成某個重大計劃的神秘人物，也逐漸發現暗藏於擬神兵的背後中極為不祥的黑暗面以及戰爭無法真正結束的理由。少女為了找出一切真相也要找到能夠讓所有的擬神兵能夠變回人類、讓他們能夠跟人類和平共存的方法，她決定跟著那位繼續手刃和救贖所有變成野獸的擬神兵的獵獸者找出戰爭中不為人知的黑幕與背後中所隱藏的答案。
這名同樣為擬神兵、化身為獵捕變成「野獸」的擬神兵的「獵獸者」的男子的背後到底有什麼悲傷的過去？他在獵殺變成的「野獸」的擬神兵的漫長的旅途和結局中是否能獲得一絲救贖和名為「希望」的一切與生存？他與少女的相遇將會帶來什麼樣的變化？而那名解放變成「野獸」的擬神兵的神秘人物的目的究竟是什麼？他與「獵獸者」的男子有著什麼不可告人的恩怨？所有曾經被人們視為「英雄」、卻在現今受盡歧視與迫害中變成的「野獸」的擬神兵是否能迎來救贖、能與人類和平的共存以及能夠變回人類的機會嗎？當「獵獸者」的男子與少女和率領野獸的擬神兵的神秘人物在這場無法逃避的宿命中再次相遇時，他們即將面對這場殘酷、悲傷、哀悼與救贖的命運中開啟邁向未知的終局之戰。

## 登場人物
漢克·亨利耶特（漢克·亨利埃特）（漢克·亨利韋德）（Hanku Henrietto/ Hank Henriette，聲：小西克幸、少年時期:金香里）
本作男主角，黑色偏亂的短髮與偏金色的棕眼、穿戴白色的大型連帽風衣袍部隊外套與圍巾是他的特徵（即使在戰爭結束後仍然繼續穿著），是個擁有俊美的長相、沉默寡言卻抱持著溫柔與正義感和言出必行的青年。年齡大約為23至26歲。原本和艾琳與凱因是青梅竹馬兼好友的關係，也曾經被艾琳給喜歡過。
曾隸屬於北部帕特里亚同盟第二十六號部隊「擬神兵部隊」的領導者兼上尉隊長(軍階為特技上士（曹長），在擬神兵部隊可說是上尉兼士官長的隊長的身份），戰鬥時會拿著裝著可以伸縮的四爪、類似鯨魚叉狀的魚叉鉤子、搭配捆绑的爆破炸药的大型獵槍長矛「爆破長槍」作為武器、還隨身攜帶著許多「弒神子彈」的特製子彈（其子彈由同盟所製造的仿製品，威力不比真品強大卻有相同的殺傷力）、一把名為「北極星」的左輪手槍與佩刀、十字弓等配置武器來加以輔助作用。擅长於近距離的近身战也对每個擬神兵部隊的成員的個性與過去背景都相當地了解，更是知道所有擬神兵的各種能力與優劣勢。由於在戰後带着「救赎」的名義四處討伐與狩獵許多已經喪失人性、變為「野獸」的擬神兵並且讓他們能夠以人類的身分得以葬送，因此擁有「獵獸者」的稱號。
自己的力量只能在夜晚中使用（髮色會從黑色轉變為銀白色、眼睛的眼色會從棕色轉為金黃色），完全無法在白天中任意使用（只有在動畫12話中自己的身上所隱藏的真正覺醒的「百獸之王」的人類型態的強大力量（髮色變成淺白的粉色）在突破極限之下能使用，漫畫版中沒有顯示真正覺醒時的其力量），非常很不喜歡洋蔥（動畫中沒有顯示原因，漫畫版中透漏出自己在變成擬神兵不久就發現一旦自己吃洋蔥和巧克力會使身體不適的狀況）。
儘管在戰後對抗與討伐喪失人性、變為「野獸」的擬神兵時相當地很冷靜，但是自己在行動時會太過專注於完成目標和眼前的情況會完全忽略後面的周遭的情況和接下來可能會發生的因素與後果。再加上自己在戰爭尚未結束時目睹艾琳被凱因給射殺的場景，所以無論是對艾琳和凱因的事還是遇見已故的艾琳時變得迷失自我和動搖，或是跟凱因再次碰面時讓自己心中的怒氣會變得更加激動與敏感，還會在受到刺激般的挑釁中一時衝動之下開始失去冷靜和情緒失控以及無法做出正確的判斷力和應變的能力。
過去是某個被南方軍隊所毀滅的小鎮布魯雷克市的人，自懂事時在戰爭中成為孤兒完全失去自己以前生活的記憶（包括雙親的長相以及他們是否還生還的事），雖然受到同樣幸免於難的艾琳的幫助卻過於驚嚇面臨失憶與失語症的情況下由她來照顧，直到在安慰艾琳時逐漸能開口說話。由於喪失自己的本名所以由艾琳給取名（其名字的意義為某個遠方國度的「王者」之名），當時自己總是受到艾琳的照顧逐漸把她當作是自己的姐姐也將她給視為自己唯一的親人來看待（也可以說是教母）。後來跟艾琳在某間收留機構中長大並且跟出身於富家的凱因結為朋友（動畫版中還沒有顯示這個過去，只顯示動畫1話中跟凱因聊起他們怎麼結為朋友的片段，動畫5話顯示出自己跟艾琳在某間收留機構中生活的片段場景），儘管自己在學習的方面無法跟上艾琳與凱因卻非常很努力，還教導凱因許多他不知道的遊戲玩法。成年後為了盡早獨當一面也不要繼續帶給艾琳與凱因許多的麻煩下決定從軍當兵盡早結束戰爭，後來在戰場上目睹戰爭的殘酷性之後試著找到自己還身處活著的感覺，後來在一次為了救人而身受重傷被艾琳給拯救時轉變成擬神兵，由於自己在完成被賦予的任務中激發出擬神兵所隱藏的「特别适应性」的關鍵，足以讓艾琳能夠順利研發出擬神兵（動畫版中還沒有顯示自己變成擬神兵的經過和過去，只顯示出自己在動畫1話中顯示自己已經是擬神兵的場面）。之後在擔任「擬神兵部隊」的領導者率領戰友們扭轉戰爭的局面。在面對許多的戰友受到來歷不明的力量的影響下紛紛失去人性時，向戰友們立下如果他們的戰友們突然失去人性開始攻擊人類時就要以手刃的方式來處理的「誓約」（漫畫版中改為在教導戰友們如何學會保持人性與理性以及作為士兵的生存方式時立下這個誓約），但是自己在立下這個誓約時完全沒有預料到自己將會在戰後背負著手刃變為「野獸」的擬神兵的責任與罪孽，更別說是沒有早點發現艾琳在找不到避免擬神兵失去人性的方法和製作出將戰友們能夠變回人類的解藥感到絕望的同時私下說服凱因協助她去手刃戰友們的情況（動畫與漫畫版中還沒有顯示這個片段）。
儘管自己從艾琳的口中得知戰爭將要結束的事感到很高興，但是在接獲他們身為擬神兵在戰後可能會無處可去的消息並且在尚未反應過來之際遭到艾琳的背叛被她用「弒神子彈」給射成重傷，並且在陷入昏迷中目睹凱因射殺艾琳的場面。後來在戰後甦醒不久從戰後的情報人員萊薩的口中得知射殺艾琳的凱因在戰後失蹤以及所有被凱因給欺騙和解放轉變成「野獸」的擬神兵在戰後四處危害人間的消息時，因此對凱因抱持著帶著憤恨交加的殺意，因而在戰後變成「獵獸者」決心弒伐凱因，也以找回死去的艾琳、完成自己向戰友們許下的誓約為目標不斷手刃與救贖變為「野獸」的擬神兵踏上無盡的艱辛旅途。即使自己發誓要完成艾琳的遺願，可是卻深知自己總有一天會跟戰友們變成「野獸」的事感到很懊惱。由於把自己視為親友般來看待的戰友們給手刃，因此對自己的做法中開始產生質疑與動搖，也逐漸懷疑被自己給手刃戰友們是否會原諒和釋懷自己的行為中獲得真正的救贖與安息的機會。
起初在旅途的期間被自己給討伐的戰友的女兒夏爾相遇時受到她的敵意，也知道夏爾完全無法諒解自己親手手刃戰友們的真正原因與理由，後來在看見夏爾的瞳色跟艾琳的雙眼極為一致時，心中就產生出讓她來決定是否要給予自己與戰友們一絲未來與希望的出路的想法。但是自己在誤觸凱因的陷阱與精神刺激下不慎被他所利用而失控與暴走，引發出人神共憤的重大案件的「白色教堂之慘劇案」的突發狀況時，對自己無法控制住憤怒的情緒的事中迷失自我時深陷於恐懼、自責和罪惡感的期間一度無法繼續使用擬神兵的力量，甚至承受不住深處於地獄、夢魘跟噩夢般的痛苦和深感絕望之中處於自暴自棄的狀態下要求夏爾手刃自己。後來在得到夏爾的安慰與諒解也向自己立下只要自己突然變成無法控制住自己、無法再變回人類的野獸時就由她來手刃的諾言之下重新振作起來之下繼續展開救贖自己和戰友們與跟凱因作個了斷的贖罪之戰。
擬神兵型態為「戰神」、真實型態卻是失控擬神兵型態的「百獸之王 噬神之巨魔狼 芬里爾」的銀白色的狼人。
南希·夏爾·班庫洛夫特（南希‧夏爾‧班克洛夫特）（Nanshī shāru bankurofuto/ Nancy Schaerle Bancroft，聲：加隈亞衣）
本作女主角。自家中開設孤兒院。年齡大約為17歲，擅長裁縫，擬神兵「尼德霍格」威爾·班庫洛夫特之女。偏黑色的深藍色洋裝 、深紫色長发兼扎着麻花辫、藍眼、綁著藍色蝴蝶型的頭飾是她的特徵。戰鬥時會使用父親遺送給自己的象擊槍槍械作為武器，被凱因稱之為下任的「格萊普尼爾（縛狼鎖）之「聖女」（漫畫版中並沒有顯示此稱呼，只有被提到為下任的「聖女」，也增加自己像艾琳一樣可以聆聽到隱藏於神秘礦石「夢境」的「神之聲音」的場景）。
過去在懂事時母親早逝，因此與父親相依為命並且和孤兒院的孩子們一起生活。當父親為了家中的生計決定參加戰爭並在戰後變成擬神兵歸來後跟著孤兒院的孩子們出門迎接他的歸來。但是父親卻受到來歷不明的力量的影響下突然失控並且逐漸襲擊村莊許多的牲畜，導致自己不得不將孤兒院的孩子們轉交給別的孤兒院來照顧（漫畫版中改為因為父親在戰後變成擬神兵需要更多的食材來充飢，再加上家中糧食不足夠到讓家中孤兒院的經營支撐下去的原因，為了考量到孤兒院的孩子們的安全不得不結束孤兒院的經營並且將父親從軍的獎金把孤兒們轉送至別的孤兒院，剩餘的錢額來採購食材），因此自己在家中孤兒院被迫關閉之下想要跟父親一起離開家鄉到外地隱居，當自己在目睹父親被漢克給槍殺與手刃時抱持著悲痛之際找出一切真相與原因。
剛開始對漢克槍殺與手刃所有想要活著的擬神兵的事感到很不諒解，後來在旅途中目睹战争的残酷性以及發現漢克和眾多的擬神兵所經歷的悲傷過去時逐漸對他們產生出同情心，也開始認為擬神兵其實是人類而不是野獸。當父親在復甦不久變成野獸逐漸襲擊村莊中完全明白漢克會槍殺父親的原因與用意之下，決定仿效漢克將父親給手刃作為超渡並且跟他做出最後的道別。儘管自己最終決定協助漢克並且救贖許多喪失人性的擬神兵並且保護著許多保持著人性的擬神兵想要試著找出跟他們共存並且找到拯救他們的方法，卻得接受面臨克勞德產生不接受的觀感也讓和漢克有著仇視關係的凱因產生敵意（漫畫版中沒有顯示這個場景）。
雖然面對漢克手刃父親和許多的擬神兵的期間背負著懊惱與迷惘的心態很時關心他的狀況，但是自己導致漢克在誤觸凱因的陷阱與精神刺激下被他所利用而失控與暴走，引發出人神共憤的重大案件的「白色教堂之慘劇案」的突發狀況時感到很自責，也為漢克在迷失自我的同時要求自己親手殺掉他時深感悲痛。因此在抱持著希望漢克能夠抱持著他作為人類繼續活下去的心願，也向漢克立下如果他突然變成真正失控、再也無法變回人類的野獸就由自己來手刃的諾言讓他重新振作起來，更是決定跟隨漢克的期間找出擬神兵是為了什麼要被創立、也是為了什麼理由要被手刃的真相以及找到讓所有的擬神兵能夠變回人類、讓他們與人類和平共存的方法和答案。
萊薩·鲁内凯瑟（萊莎·露涅卡絲爾）（萊薩·魯尼卡斯爾）（萊莎‧魯內凱斯）（Raiza runekyassuru/Liza Renecastle，聲：日笠陽子）
女性，隸屬北部帕特里亞同盟軍的情報局的戰後處理人員，亦是擬神兵討伐部隊“致命一击”的少尉，金色长卷发綠眼、身材极佳是她的特徵，乳溝處有一顆痣。平时在軍隊中穿着黑色军服，黑色包臂裙和黑色过膝高跟皮靴。同时也有着會照顾著別人的温柔感（包括夏爾和克勞德）（漫畫版中有一些弟弟，動畫版中沒有顯示有弟弟）。儘管外表很性感，但由於自己的行為直率、缺乏女性的氣質，所以在“致命一击”部隊中並不受到該部隊士兵們的矚目。
在戰後負責處理後事的期間支援與協助作為狩獵所有轉變成「野獸」的擬神兵的「獵獸者」、亦曾是「擬神兵部隊」的領導者的漢克，並且提供他許多跟擬神兵的情報與行蹤，(漫畫版中跟漢克建立合作關係為兩年似乎對他產生出個人的感情，動畫改版中向漢克講述有關擬神兵部隊的成員於戰後轉變成「野獸」的擬神兵在戰後四處危害人間的消息)，卻非常很在意和關注著夏爾與漢克的狀況。
艾琳·布魯雷克（艾萊茵·布魯萊克）（艾萊茵·布魯蕾克）（艾琳·布魯斯塔克）（Erein burūrēku/Elaine Bluelake，聲、少女時期、旁白：能登麻美子）
女性（已故），曾隸屬於北部帕特里亞同盟的博士、技術人員兼醫師，也是製造出「擬神兵」以及用來對付「擬神兵」的特製子彈「弒神子彈」的研發者，更是掌握住整系列故事的關鍵人物之一。黑色直長髮與藍眼是她的特徵，其瞳色跟夏爾的瞳色十分相似。年齡大約為23至25歲，米莉埃莉亞的生母（動畫版中還沒有顯示其身分是否真的為米莉埃莉亞的生母）。
原本和漢克與凱因是青梅竹馬兼好友的關係，也曾經喜歡漢克。由於是製造出「擬神兵」的創造者加上擁有兼具科研天赋与战略决策能力，所以擁有「擬神兵之母」的稱號也被凱因稱之為「格萊普尼爾（縛狼鎖）之「聖女」（漫畫版中並沒有顯示此稱呼，只有被提到為「聖女」）。
為了结束长年战争，因此主导开发出製造拟神兵的研究技术，自己的责任认知源于技术应用过程中产生出來的伦理反思。自己在技术伦理领域表现出超前的认知，同時在親手主導開發出擬神兵技術得以結束戰爭，因為主动参与制定技术的使用规范，在战场决策中融入人道主义评估，再加上自己对拟神兵研发全过程的系统性反思、建立技术应用的伦理评估框架以及平衡军事效能与道德约束的实践探索，使擬神兵成為北部同盟扭轉戰局、戰況有著飛躍性的好轉。
但是自己由於某個原因而在這個禁斷的研究過程中認識和注意到自己的行為，也通過擬神兵的身上深刻察覺到自己的技术的应用使自己逐漸意識到自身得肩负的科研伦理的職責责任，自己也在成长的轨迹中始终与战争科技发展保持同步联动，更在军事与道德之间做出背負起作为擬神兵技术的创造者必須該做出應有的抉择與面對擬神兵在戰後將來要面對的後續期間要面對的困境。
原本是出身於開創於小鎮布魯雷克市的布魯雷克家族的人，在戰爭中面對南方軍隊毀滅家鄉而失去親人時遇見同樣幸免於難的漢克，面對漢克因為恐懼無法開口說話的情況時決定負責照顧與保護著他。雖然試著帶著漢克去投靠父親的朋友卻被門拒在外，後來受到漢克的安慰下感受到一絲的欣慰（動畫版中還沒有顯示這個過去）。之後跟漢克在某間收留機構中長大（動畫5話顯示出自己曾經跟漢克在某間收留機構中生活的片段場景）並且跟出身於富家的凱因結為好友。後來在聽到名為「夢境 」的神祕礦石所發出的「神之聲音」時逐漸被該聲音的力量給深受影響。
即使在成年後跟漢克與凱因各自走上不同的道路被派遣去研究出「夢境」的特性與使用方式，但是自己卻仍然很希望漢克能夠陪伴在自己的身旁（動畫版中還沒有顯示這個過去）。當自己試圖理解出隱藏於「夢境 」的「神之聲音」時卻一無所獲，加上想要支持自願當兵並且即要以前線的身份上戰場的漢克，因此在接觸位於某座廢棄礦坑的深處的巨型「夢境 」不久理解到「神之聲音」的含義，所以在受到這個來歷不明的聲音的蠱惑與引誘之下向身為總統亦是凱因的父親亦是凱因的父親理查德申請製造出以違反人義又非法實驗禁忌技術中製作出來的「擬神兵」來結束戰爭，並且對軍方提出向外界保密的交換條件的請求下製造出擬神兵的期間負責監督製造擬神兵的職責（動畫版中還沒有完全顯示這個片段，但新增與繼承自己的「科技倫理踐行者」定位，通過新增實驗室場景強化出自己作為製作出擬神兵的技術創造者的責任的簡略溯源）。起初找不到研發出擬神兵的條件感到很迷惘，後來在面對於戰場上因傷勢過重中陷入命危的漢克時無法狠下心將他給變成擬神兵，但是自己卻不得不付出將漢克變成擬神兵的代價來拯救他，也為漢克將要面對未知的殘酷命運之下感到很擔憂與不安（動畫版中還沒有顯示這個片段）。自己即使知曉一旦製造出擬神兵會給國家帶來多少的重大災害與危害，導致他們會面臨被外界給抹消掉他們為世界帶來和平的存在，卻仍然選擇製造出擬神兵來結束戰爭。
由於自己把漢克和凱因以及許多人都變成不再像是人類的存在，所以在研發擬神兵時逐漸產生出罪惡感中預料到自己要面對一切的責任與深受外界的嚴厲撻伐與視為異端魔女的罪名、將會被判處火燒之刑的制裁與後果，因此在足以做好承受著被世人與眾人所怨恨的覺悟之下把製造出擬神兵的相關資料與研究設施與其設備給全數銷毀，防止有任何人特地仿效自己的錯誤（漫畫版中沒有顯示這個片段），可是自己卻完全疏忽於製作和找出能夠將變成擬神兵的人類能夠再次變回人類的解藥與方法（動畫版中還沒有顯示這個片段）。
起初自己給予戰友們一絲希望（動畫版中還沒有顯示這個片段）更在戰爭期間擔任擬神兵部隊的醫師時為部隊成員注射自己研發的特殊血清盡全力找到防止他們發生突變的方式與辦法。但是在許多的戰友受到來歷不明的力量影響下逐漸失去人性時，促使漢克向戰友們立下如果他們的戰友們突然失去人性開始攻擊人類時就要以手刃的方式來處理的誓約的情況下，對自己的無能為力失去信心，逐漸質疑與確信擬神兵是無法與人類共存的想法（漫畫版中沒有顯示這個片段）。再加上自己仍然沒有找到防止擬神兵失去人性的方法和製作出讓擬神兵的人類能夠變回人類的解藥，也不願意去面對漢克和戰友們總有一天會變成野獸再也無法變回人類的殘酷事實，加上自己知曉由於自己想要跟漢克在一起，因而選擇把靈魂出賣給惡魔牽連到許多無辜的人的行為是一件無法獲得眾神與世人的寬恕與原諒的罪行，因此在絕望之下決定親自忍痛放棄自己對漢克的愛還私下說服凱因協助自己去手刃戰友們，更是在選擇背叛和射殺漢克後轉而自盡來結束這一切（動畫版中還沒有顯示這個片段，漫畫版中改為面對在接獲戰爭即將要結束消息的期間因為發現漢克和戰友們的力量日漸增強到讓自己快要無法可以控制的範圍，所以自己決定親手結束這一切）。
在戰爭結束前向漢克解釋他們的國家在南北方軍隊私下談判和解不久即將要結束戰爭、迎向和平的消息，但是他們擬神兵卻得面臨在戰後可能會面臨無處可去、只能被手刃的方式來處置的殘酷實情。在背叛和射殺漢克不久請求凱因協助自己去手刃戰友們，卻被凱因給射殺更在戰後被他給隱身藏匿在某處的巨大玻璃容器之中（雖然已經死去，卻在容器的某種液體中顯示還活著、呈現出假死的狀態），促使漢克在戰後生還不久跟凱因結下仇怨並且決定弒伐他的期間完成自己手刃變成「野獸」的擬神兵的契機和開端。漫畫版中的最後在凱因將自己「歸還」給漢克不久被安葬於家鄉布魯雷克市之中。（動畫版中還沒有顯示這個片段）。
凱因·瑪德哈維斯（凱恩·馬德華茲）（肯·瑪多豪斯）（Kein maddohausu/Cain Madhouse，聲：中村悠一）
本作的核心反派角色，曾隸屬於北部帕特里亚同盟第二十六號部隊「擬神兵部隊」的副領導者兼副隊長的中尉，帕特里亞總統理查德·維薩斯之長子，克勞德同父異母的哥哥，棕色中髮與紅眼是他的特徵。原本和漢克與艾琳是青梅竹馬兼好友的關係和存在著深刻的羁绊，也曾經愛戀著艾琳。本名為凱因·維薩斯（肯·維薩斯/凱恩·維瑟斯）（ケイン・ウィザース/Kein Wizāsu/Cain Withers），出身於總統名門之家。年齡大約為23至26歲。
跟其他擬神兵的唯一不同點是自願成為擬神兵，自己的能力在外表與人類無異卻擁有驚人的再生能力，可以不受到物理的傷害（包括「弒神子彈」的攻擊與擬神兵討伐部隊“致命一击”的槍炮攻擊等等）也可以靠著不死能力來迅速修復傷勢，更是使用瞬間移動、分裂出無數次的分身、以嗜血的特殊能力來操控目標還有操縱自身的血來砍傷敵人或是使敵人產生自爆或是被切割成支離破碎等能力，更是可以融入陰影與黑暗之中也能透過目標與遺體獲得碎片化的知識與記憶力，該能力的真正威力在黑夜與夜晚中發揮出來（即使在白天也可以使用），是多數難以輕易擊敗的擬神兵之一。
與漢克和眾人對擬神兵的看法不同點是認為擬神兵會失去人性與理智、變成野獸的原因來自於人類歪曲的理念與慾望以及對擬神兵的負面觀感與糟蹋他們的多種情況所引起的悲劇，在戰後試著重現出艾琳製造出擬神兵的製作技術，藉此找出她生前刻意隱藏於製造出擬神兵背後的秘密研究，藉此致力于尋找对抗遺留在拟神兵身上的失控的力量以及擬神兵是否能夠獲得解救的方法（動畫版中還沒有顯示這個片段）。其行动轨迹体现对战争遗留问题的不同处理方式，与汉克與其他人形成理念的对立。在寻求自我救赎的过程中对战争所帶來的创伤与人性的負面挣扎和抉择展现战后个体面对道德困境的复杂心态，其与汉克一行人的对立关系成为重要的矛盾点。
原本和漢克和艾琳有著抱持著相同的理念與想法，但是自己認為擬神兵應該在戰後要以「神」的身份走上「隨心而活」的自由的理念，因此在戰後與他們的理念背道而馳，走上歧途與毀滅自身的道路（漫畫版中沒有顯示）。是引發出人神共憤的重大案件的「白色教堂之慘劇案」的主嫌與肇事者。即使自己已經成為漢克的仇人，也多次利用艾琳和做出危害與艾琳的瞳色和眼神極為相似的夏爾的性命作為要脅漢克加入自己的陣營的惡劣行經，自己卻仍然希望他能夠以自己的朋友的身分活著，也不願意看著他獨自背負著手刃變成野獸的擬神兵的罪行以及去面對所有殘酷的命運。
過去出身在貴族之家時受到良好的教育與母親的疼愛，可是自己卻對父親給自己的安排感到很不滿，加上自己有稍微不滿就會在眾人的面前被父親給斥責為此深受痛苦。後來在一次的契機下跟漢克結為好友並且教導著他許多的知識，並且從漢克的身上學到許多自己沒有學過的遊戲玩法中逐漸對艾琳產生愛慕。（動畫版中還沒有顯示這個過去，只顯示動畫1話中跟漢克聊起他們怎麼結為朋友的片段）當自己接獲母親在前去位於南部帕特里亚的某座城鎮的難民營地慰問中遭到南方軍隊的襲擊中罹難後受到漢克的安慰與同情。成年後決定協助父親的同時安排決定當兵的漢克進入北部帕特里亚的軍事學院，後來在新資源研究的助成晚宴上聽到父親為了成為總統刻意讓母親成為犧牲品並且再取鄰國葛雷西亞中曾有高聲名望聲譽的家族之女的真相下，因此開始憎恨父親，之後在關注和援助人民的期間試圖打聽艾琳的下落，卻在得知父親在準備跟鄰國葛雷西亞交涉的期間私下安排自己擔任特使，還在得知南方侵略北方的其他城市的期間故意放任不管，藉此來換取南方戰線無法伸長其他地區最大的效果，因此對自由的渴望也日漸增加也很擔心從軍的漢克的安危。（動畫版中還沒有顯示這個片段）。後來在看到艾琳製造出「擬神兵」和她跟著成為擬神兵的漢克在戰場上的新聞報導之下，因此下定決心成為擬神兵並且跟著漢克協助艾琳，並且以追求自由而活為理念來脫離家族的束縛（動畫版中還沒有顯示自己變成擬神兵的經過和過去，只顯示出自己在動畫1話中顯示自己已經是擬神兵的場面）。
儘管自己面對艾琳對漢克產生愛戀的事感到很不滿（漫畫版中並沒有顯示這個片段），可是自己卻為了要脫離父親的控制也為了要追隨艾琳，所以自己在當時不敢對艾琳和漢克說出自己的真心話（動畫版與漫畫版中還沒有顯示這個片段）也在漢克面臨許多變成野獸的戰友們失去人性的情況下不得不立下如果他們的戰友們突然失去人性開始攻擊人類時就要以手刃的方式來處理的誓約時，對自己沒有盡早向漢克伸出援手的事深感歉疚（漫畫版中沒有顯示這個片段）。
在戰爭結束前由於無法接受艾琳還沒找到防止擬神兵失去人性的方法和製作出讓擬神兵的人類能夠變回人類的解藥就決定要親手手刃漢克和許多想要生存的戰友們的殘酷事實，儘管自己不同意艾琳的做法卻仍然選擇假裝協助她，在艾琳背叛尚未對這一切豪不知情的漢克後射殺她並且解放轉化為野獸的戰友們（漫畫版中改為跟艾琳私下談話中得知帕特里亞即將要結束戰爭、迎向和平的消息，卻得知他們身為擬神兵的力量日漸增強到連艾琳快要無法可以控制的範圍、也在戰後可能面臨無法生存的消息，即使自己無法反駁與接受艾琳決定手刃漢克和戰友們的事實之下卻願意假裝跟她合作），並且在戰後將艾琳的遺體給隱身藏匿於某處的巨大的玻璃容器並且帶領許多變成野獸的擬神兵戰友們來反抗父親處於腐敗政局的政治與傀儡政權和綏靖主義制度來達成自己的心願以及讓擬神兵們能以生存的目的而發起的政變的革命行動，開啟跟漢克結下漫長仇怨的契機的同時跟他和夏爾的產生對峙與交戰的鬥爭。
擬神兵型態為「鮮血與夜晚的不朽（不死不滅）之君王 吸血鬼」。
米莉埃莉亞（米莉埃利亞／米莉艾麗婭）(米莉艾麗婭·考柯蕾雅)（Mirieria(Mirieria Kokorea)/Miglieglia(Miglieglia Cochlea)，聲：市之瀨加那）
一位跟著凱因的謎樣女孩，是唯一在戰後出現的擬神兵，非常很依賴凱因與協助他的伊麗莎白。
與所有經過「改造實驗」而成的擬神兵的唯一不同點是沒有接受其制度，自己的能力是將亡者能夠完全復活並且轉變成殭屍的同時任由自己所操縱。漫畫版中真實身分是艾琳的遺腹女（生父不明，可能為漢克或是神秘礦石「夢境」，動畫版中還沒有顯示其真實身分是否真的為艾琳的遺腹女）。
擬神兵型態為「亡者的操縱者 死靈法術師巫妖」。

### 帕特里亞之軍隊
克勞德·維薩斯(克洛德·維瑟斯)（Kurōdo Wizāsu/Claude Withers，聲：石川界人）
隸屬北部帕特里亞同盟的年輕少佐(少校)兼擬神兵討伐部隊“致命一击”的領導者，帕特里亞總統理查德·維薩斯之次子，凱因同父異母的弟弟。金短髮與綠眼是他的特徵，性格雖然很正直與善良，卻在執行獵捕擬神兵的任務行動時會變得衝動與魯莽橫撞，還會因自己的情緒無法在重要關頭的時刻完成應有的職責（特別是在碰見哥哥凱因時會一時會因為他看透自己的恐懼以及缺乏自我意識與反抗能力、任由受父親所支配與管理的心理弱點無法對他狠下殺手的處境）。
由於對身為總統的父親下令創造出違反人義的非法實驗中創立的「擬神兵部隊」來結束戰爭的命令感到很不悅，也完全無法原諒他接受傀儡政權並且在國家與人民深受苦難中卻棄置不理的情況，再加上無法接受哥哥凱因選擇離家成為擬神兵還在戰後引發叛亂帶領所有轉變成野獸的擬神兵創立「新帕特里亞」的叛亂行動。所以為了找出哥哥凱因產生變異、走向歪路的原因以及所有的事發的真相經過，因此在率領討伐隊對抗變成野獸的擬神兵藉此找出真相時也一邊抱持著完成任務的職責感也產生出對自己未能盡早幫助哥哥凱因伸出援手以及幫助以及保護國家與人民安全的自責感。
剛開始在試圖手刃哥哥凱因的期間發現漢克是討伐變成野獸的擬神兵的獵獸者的事時產生警戒心（漫畫版中改為沒有在初次討伐哥哥凱因的期間跟漢克初次碰面的場景，而是在「白色教堂之慘劇案」發生之後跟漢克碰面），但是在漢克在誤觸哥哥凱因的陷阱轉而被他所利用引發出人神共憤的重大案件的「白色教堂之慘劇案」的突發事件下，因此在討伐哥哥凱因的同時要殲滅所有的擬神兵的同時要捉捕漢克。起初無法諒解夏爾選擇要保護少數保留著人性的擬神兵，但在得知夏爾曾跟著漢克時所發生的經歷以及她改變對擬神兵的態度之下才逐漸接受（漫畫版中沒有顯示這種場景），之後跟漢克再次見面並且在夏爾表示她會負責處理漢克的責任與決心之下決定釋懷漢克，之後跟漢克建立合作關係並以阻止哥哥凱因與他所率領「新帕特里亞」的擬神兵軍隊的行動。
傑拉爾特·柯拉尼（謝拉爾德·柯拉尼/杰拉爾德·考拉尼）（Jerarudo korāni/Gerald Corlani，聲：土師孝也）
克勞德所率領的擬神兵討伐部隊“致命一击”的副領導者的軍曹（中士）。儘管年紀很大卻擁有豐富的戰鬥經驗也對克勞德很忠臣。在討伐凱因的期間發現漢克是手刃變成野獸的擬神兵的獵獸者的事時產生警戒心（漫畫版中改為沒有在初次討伐凱因的期間跟漢克初次碰面的場景，而是在「白色教堂之慘劇案」發生之後跟漢克碰面）。也曾在代替克勞德指揮部隊的期間將自己作為誘餌引出擬神兵加爾姆掉入自己所設下的陷阱的策略。
馬丁·沃爾德（馬丁·沃爾）（馬特索·沃魯托）（Mātin u~ōru/Martin Wall，聲：中博史）
負責在北部前線，負責在攻佔堡壘之戰中指揮支援部隊的上校（大佐），曾有跟總統理查德與凱因有所認識。
外表上是個舉止溫和與慈祥的老人，也會在對方的身分為高低時都會使用禮貌的語言來對待。儘管在戰爭時期的期間受到不少人的尊敬，還具有敏銳的直覺，可是卻會不惜動用犧牲的手法來完成任務。
在對抗擬神兵肯陶洛斯之中，對漢克的真實身分和他暫時跟克勞德合作的事保持著警戒心，卻為了提早獲勝暗中瞞著克勞德使用總統理查德和北方聯盟以擬神兵海德拉的遺體所研究並且製造的致命與劇毒的氣彈「阿爾法德」來犧牲許多部下與士兵藉此重創擬神兵肯陶洛斯，卻被突然出現的凱因給操縱並且服下「阿爾法德」的藥劑之下遭到殺害（漫畫版中改為被凱因給殺害，手上的劇毒氣彈「阿爾法德」的藥劑因而被他給拿去並加以摧毀掉）。
理查·維薩斯(理查德·維瑟斯)（Richādo Wizāsu/Richard Withers，聲：澤木郁也）
帕特里亞兼北部帕特里亚同盟的總統，凱因與克勞德的父親，是掌握住整系列故事的關鍵人物之一。為了提升自身的地位不惜選擇犧牲人民與國家藉此達到目的，是凱因與克勞德所憎恨、厭惡與不滿的人，更是個不稱職的父親。
在過去作為政治家時所實施的政策也基本都取得良好效果，並在戰時以冷靜和透彻的方式不親臨現場、只依靠情報做出不讓北方同盟受到南方聯盟的支配的判斷力方式中凝聚人心與人民的信任感。即使發現沒有足夠的時間來改變剛獨立卻處於戰亂情況的帕特里亞，也明知曉製造出以違反人義的非法實驗的禁忌技術中製作出來的擬神兵會給國家帶來多少的重大危害和災難，卻為了防止帕特里亞在南方贏過北方的後果中面臨被許多外敵國家給侵略與併吞的風險之下不得不接受艾琳提倡的製造出擬神兵的計畫來結束戰爭，並且以北方貴族們為了捍衛從過去至今在北部得到的地位與立場、支持自己的判斷的情況下強化所有人民對自己的冷血觀感與印象。雖然在派遣擬神兵到戰場為北部同盟帶來許多的勝利，卻總是不親臨於戰場也沒有多加關注於人民與擬神兵的情況下得到總統的地位，也不去處理擬神兵在戰後所引發的眾多的問題與後果。只會選擇去相信人類擁有眾多無限與未知、既頑強又龐大的生命力與尋求生存的意志力，哪怕即使犧牲掉國家與眾多的生命也無所謂，因此在為了確保自身與國家的榮耀和利益、權力與地位，不惜會使出各種的不擇手段來犧牲並且永久毀掉與改變自己的家人與所有人民的命運。
剛開始為了競選總統的地位不惜犧牲正室妻子（凱因的生母）並以取後妻（克勞德的母親）的緣故獲選為總統，加上對長子凱因的長期冷漠與忽視以及接受傀儡政權並且在國家與人民於戰亂中深受苦難中卻棄置不理的情況，導致長子凱因對自己累積長年的不滿與怨恨以及為了改變國家帕特里亞處於腐敗政局的政治與綏靖主義制度和傀儡政權制度不只離家出走成為擬神兵，還在戰後率領變成野獸的擬神兵創立出「新帕特里亞」發起政變的「政治革命」的革命行動繼續引發尚未結束的戰爭，甚至策畫出人神共憤的重大案件的「白色教堂之慘劇案」的突發事件作為反抗，因此要求克勞德率領討伐部隊討伐長子凱因與所有野獸的擬神兵，藉此保住自身的地位和政治權利與挽回一切，最終被凱因給手刃（動畫版中尚未顯示這種場景）。
詹姆斯·法格松(詹姆遜·法戈森)（Jeimuson fāgason/Jameson Ferguson）
實錄派的牧師，是知曉製作出擬神兵的「強化士兵計劃」之中的「擬神兵計劃」的關鍵人物，有著跟總統理查德與凱因有著淵源的關係，完全知道萊薩的家族有資助教會學院的事情，非常很厭惡深受自己的家族與實錄派的教派組織的束縛與支配。(動畫中尚未出場)。
外表上是管理教會學院的牧師之一亦是實錄派教派之中虔誠的信徒，但是不知為何自己對教會內外有著極大的影響力。即使是教會學院中最有熱心的教育家亦是帕特里亞國內首屈一指的神學家的期間獲得國內人民的正面評價，但是自己只對有關擬神兵與擬神兵計畫的所有事情有著堅持不向外界公開的強硬態度。
為了盡早讓自己所信仰的古代神能夠甦醒於世間，因此在四處周遊帕特里亞的國內傳播宗教的教義期間擔任教會學院的教師一邊尋找能夠聽見「神之聲音」的「聖女」也一邊負責管理與栽培該學院的學生們各自擁有的奇特能力。後來在找到能夠聆聽到「神之聲音」、接觸位於位於艾科爾的深處中的大型的神秘礦石「夢境」的化石中聽從該聲音的指示的艾琳視為自己一直在尋找的「聖女」也認定由她所製造出來的擬神兵正是古代神尚未覺醒的胚胎與血肉之軀的型態亦是眾神的使徒兼使者，並且相信所有的擬神兵總有一天將會轉變成能夠真正終結漫長多年的戰亂時代、帶給人類最終的救贖的神。

### 出場的擬神兵
阿比（亞比）（Abī/Abi，聲：井上剛）
擬神兵型態為「劇毒蛇人 海德拉」、擁有三顆蛇頭的蛇人，是在戰爭時期中最先變成「野獸」的擬神兵（漫畫版中沒有顯示），更是多數在戰後沒有被當場槍殺的擬神兵之一。（漫畫版中改為在故事劇外中被漢克給槍殺和手刃，沒有顯示是本人的場景），自己的能力是可以用腐蝕毒霧使敵人與目標吸入毒霧時中毒身亡，或是操縱自己身旁的兩顆蛇頭跟著自己直接咬住敵人與目標將其給徹底溶解的能力。
動畫版中是一位擁有成為擬神兵的資質性成為擬神兵成為擬神兵的士兵，雖然在戰場上跟許多的戰友們打成一片，但是自己發現自己越是用過多擬神兵的力量，很可能面臨自己會變得不再像是真正的自己與無法變回人類的處境，雖然自己跟艾琳商量自己思考的問題卻不想帶給所有人擔憂的情況下來掩飾過去。直到在一場戰鬥中自己在來歷不明的力量下逐漸失控到不分青紅皂白的殺害自軍士兵和戰俘，儘管被軍方用大砲給擊中不久恢復理智，但是自己為了不把戰友們全數給牽連的處境下不顧漢克的勸阻中選擇自盡，促使許多的戰友們對他們未來的處境深處於不安與恐懼之中，導致艾琳逐漸認為擬神兵很可能無法與人類共存的存在，也讓漢克不得不向戰友們立下如果他們的戰友們開始攻擊人類時將要以手刃的方式來處理的誓約契機。儘管遺體被漢克與戰友們給焚化並且安葬下來，可是遺體卻在事先被軍方拿來研究藉此製作出戰後對付擬神兵的致命又劇毒的氣彈武器「阿爾法德」。
埃德加·貝克福德（愛德華·別克福特）（Edogā Bekkufōdo/Edgar Beckford，聲：安元洋貴）
擬神兵型態類似為「變色毒蜥 巴西利斯克」的變色巨蜥獸人。是少數沒有加入凱因的陣營也沒有被克勞德所率領的部隊給槍殺的擬神兵之一。戰友們都以「埃德」來稱呼他。
自己的能力可以使自己隱形起來，也可以在瞬間移動的期間用舌頭來攻擊敵人(漫畫版中增加可以釋放毒素，用於對目標與敵人的心智、感官、感覺系統甚至是嗅覺產生負面影響)。
自己在過去擁有成為擬神兵的資質性成為擬神兵，戰爭尚未開始時妻子與別的男人私奔（漫畫版中沒有顯示這種場景）。原本是個被戰友們所關注的好人，但在戰後認定擬神兵是神而逐漸扭曲還藉以自己的名義多次肆意搶掠和殺戮，最終被得知此事、開始履行誓約的漢克給槍殺和手刃（漫畫版中改為於戰後跟一位來自南方軍中被用在製作出化學武器的戰俘士兵(因承受實驗而存活、有着可以随意吐血、具有很強的抗毒能力的体质)、卻同樣無處可去、名叫「鼹鼠」的人類男子一同敲詐幾個村莊並搶劫村中的糧食與錢財的行動中險遭在得知此事的漢克給追捕，後來靠著「鼹鼠」的能力僥倖逃亡，事後跟著「鼹鼠」逃到西方）。
罪名為:在多數的城市中犯下強盜、殺戮與殺人的罪行。
約翰·威爾·班庫洛夫特（約翰·威廉姆·班庫洛夫特）（約翰‧威廉‧班克洛夫特）（Jon U~Iriamu bankurofuto/John William Bancroft，聲：平川大輔）
擬神兵型態為「不死之身的末世翼龍 尼德霍格」的巨龍，夏爾的父親。家中開設孤兒院。是少數能夠控制住擬神兵的本性並保留著人性、沒有加入凱因的陣營的擬神兵之一。自己的能力可以噴射火焰來攻擊敵人，也擁有飛行的能力（漫畫版中沒有顯示使用飛行與噴火的能力）。
過去在妻子早逝和女兒夏爾相依為命，原本跟女兒夏爾和自家孤兒院的孩子們生活在一起，後來為了使女兒夏爾和自家孤兒院的孩子們能夠過著良好的生活，因此在上前拜訪村莊的兩名军方情报部的軍方士兵的口中得知自己擁有成為擬神兵的適應性之下自願成為擬神兵。儘管在戰後變成野獸的擬神兵型態卻依舊沒有失去人性與理智，但是在來歷不明的力量的影響之下突然開始失控更是逐漸狩獵與捕食村莊許多的家畜，導致夏爾不得不接受村民們的建議下將孤兒院的孩子們轉送至別處的孤兒院（漫畫版中改為自己在變成野獸的擬神兵需要由獲得更多的食材來充飢，加上村中的糧食不夠到讓孤兒院的經營支撐下去，因此使夏爾為了考量到孤兒院的孩子們的安全不得不結束孤兒院的經營，也將自己從軍的獎金提供給孤兒院的孩子們轉送至別處的孤兒院，只靠著剩餘的錢額只能用來採購食材，結果反而讓自己開始狩獵與捕食許多的家畜），因此在面對得知此事而前來的漢克時選擇不反抗，並且在考量到夏尔與村民們的安全與著想下被他給槍殺與手刃，但是因為這樣令目睹這一切的夏爾對漢克抱持著不諒解的想法。儘管在事後被安葬於後山（動漫中改為遺體由軍方給回收並且埋葬在墓地），然而卻因為受到來歷不明的力量下復甦中失去理智，還攻擊許多村莊的家畜和想要通過森林中的旅人。儘管被得知此事的克勞德所率領的擬神兵討伐部隊給围剿卻仍然沒有倒下，最后在夏尔用獵槍給引渡的最後一刻恢復理智，並且在跟她道別之下就安祥辭世。
被獵捕的原因:在村莊中任意狩獵家畜導致村莊即將面臨飢荒的情景，並且襲擊許多想要通過森林中的旅人。
丹尼爾·普萊斯 （丹尼艾爾·普萊斯）（丹尼爾·普拉斯）（塔尼爾‧普萊斯）／丹尼（達尼/塔尼）（Danieru puraisu/Daniel Price，聲：立花慎之介）
擬神兵型態為「財寶守護者之醜陋妖精 斯普利坎（斯普利剛／斯普利加／斯普利甘）」的犀牛型的巨人。是少數沒有加入凱因的陣營也沒有被克勞德所率領的部隊給槍殺的擬神兵之一。家人和戰友們都以「達尼(ダニー/Danī/Danny)」來稱呼他。
自己的能力可以透過儲存在特殊脂肪組織來硬化骨骼和皮膚，從而將身體自由地生長到巨大的尺寸，也可以使用磨損較小的人型以及突破力優異的壯碩體型。
過去是邦恩伍德小鎮的居民，由於自己的家鄉處於貧困的狀態，因此決定變成擬神兵來改變家鄉的困境（漫畫中改為在家鄉中因為新的街道所建立的緣故面臨窮困潦倒的處境，因此為了使家鄉獲得援助因此決定變成擬神兵）。在戰後歸來時因為政府沒有完成救助小鎮的承諾，自己已經是擬神兵的姿態被許多的村民們給歧視（動畫版中沒有顯示這種場景），加上為了使自己的母親與村民們獲得更多的收入特地在家鄉附近的街道上四處攻擊與殺害許多路過小鎮的商人並且劫取許多的財物和貨物，儘管母親和鎮上的居民都早已知曉這一切，卻無法對橫衝直撞的自己採取任何的預防措施與制止的方法（漫畫版中沒有顯示這種場景），最後被得知此事的漢克給槍殺和手刃，臨終前向漢克詢問他們是否像神般在戰場上光榮犧牲，並在戰後是否該不該歸來的問答。
罪名為:在小鎮的道路附近四處殺害許多路過小鎮的商人，並且劫取許多財物和貨物的罪行。
西奧多爾·謝爾曼（瑟奧德亞·夏曼）／（西奧多·夏爾曼）／（賽奧德亞·夏曼）（Seodoa Shāman/Theodore Sherman，聲：內山昂輝）
擬神兵型態為「牛頭巨人 米諾陶洛斯（邁諾陶洛斯）」亦是在戰後身穿著鎧甲，拿著斧頭的牛頭巨人（漫畫中改為在戰爭期間就穿著鎧甲）。是少數沒有加入凱因的陣營也沒有被克勞德所率領的部隊給槍殺的擬神兵之一。
性格溫順卻很膽小，每次面對什麼事都會很驚慌又不安與猶豫，還會多次置身至險境。可是卻具有手腳靈活的手藝和怪力也很會築城不少的堡壘（曾經在戰場上花費三天的時間就建造出一座堡壘）。戰友們都以「西奧(瑟奧/賽歐)(セオ/Seo/Theo)」來稱呼他。
過去是羅谷希爾城鎮的市民，因為戰爭開始的緣故加上自己擁有成為擬神兵的資質而被迫上戰場成為擬神兵，所以內心與心理就逐漸產生恐懼。後來在聽從漢克要以做好事先準備的建議下，因此在戰場上建造出不少的堡壘來對抗恐懼。雖然在戰後回到家鄉，卻因為因無法撫平自己曾在戰場上的心理受到的傷害，加上擔憂自己隨時會遭到攻擊（漫畫版中沒有顯示這種場景），所以在選擇在家鄉中建造出巨大的要塞並且拆毀房子盜取建材讓附近的民眾變成難民，還設下許多的陷阱與機關來阻擋闖入要塞的人，逐漸帶給許多民眾不少的恐慌（漫畫版中改為因為發現有一個小孩拿假槍指向自己，使自己為此受到影響的原因，動畫版中沒有顯示建造出要塞的動機）。最後被得知此事、進入要塞的漢克給槍殺和手刃，臨終前對漢克幫助自己獲得解脫和救贖時感到很欣慰。
罪名為:因為要躲避恐懼在城鎮建造要塞並在附近拆毀許多的房子藉此盜取建材，導致附近的民眾變成無家可歸的難民的罪行。（漫畫版中改為因為發現有一個小孩拿假槍指向自己的原因，於是建造要塞將城鎮給覆蓋住帶給民眾不少的恐慌）。
亞瑟·奧爾斯頓（亞薩·奧爾斯通）（亞瑟‧歐爾史東）（Āsā Ōrusuton/Arthur Allston，聲：津田健次郎）
擬神兵型態為「陸地巨獸 貝希摩斯（貝西摩斯）」、頭部類似為鯊魚型的巨獸，是少數能夠控制住擬神兵的本性並且保留著人性、沒有加入凱因的陣營更是沒有被克勞德所率領的部隊給槍殺的擬神兵之一。本名為亞狄（亞提/艾迪），戰友們都以「亞狄（亞提/艾迪）(アーティ/Āti/Artie)」來稱呼他。是個沉默寡言、也不會把自己的往事和自己想要做的事分享給別人聆聽，卻很會繪畫的青年（漫畫版中沒有顯示自己在繪圖的場景）。
自己的擬神兵型態相當巨大也擁有將受傷的地方變得硬化和再生能力，所以無論是用大砲發射的炮擊、包括來福槍等槍枝的射擊或是以物理的攻擊性無法給自己帶來傷害的作用，即使皮膚受到嚴重的損傷都會變得增厚與堅固。由於自己的擬神兵型態相當巨大，就連自身體重會對關節和骨骼造成極大的負荷，如果做些過度激烈的活動會對自己造成致命性的傷害，所以就只能緩慢移動。無論是跟上擬神兵部隊的同伴的腳步或是突擊敵人都會花費許多的力氣與時間，而且在陣地上具有壓迫感的巨大身軀也會影響敵方的壓迫感。
自己在過去時擁有成為擬神兵的資質而成為擬神兵，無論是面對任何的嚴苛命令與任務時都不會有任何的怨言。唯一的心願是想要能夠看見大海，並且在戰後選擇四處流浪的期間避開城市和村落。直到發現靠近海岸處的海時想要觀看，卻不知道在這附近已經建造好有一座的鐵橋樑，因此想要試圖越過橋樑引起軍方的注意。剛開始被軍方和前來支援的漢克以刺穿與重創自己關節後面的薄弱地方時受到傷害而被束縛起來，但是在遭受鐵橋公司所的老闆所派遣的員工的攻擊時轉而暴動，讓漢克不得不跟軍方合作去手刃自己，最後在臨終前看到自己想要觀看的大海不久就安祥辭世。
被獵捕的原因:因為想要突破在行進路線上的鐵橋樑來藉此到海岸處去觀海，卻反而引起許多附近的民眾的恐慌。
克里斯多福·凱恩斯（克里斯特夫亞·肯茲）（克里斯多法‧肯茲）（Kurisutofā Keinzu/Christopher Keynes，聲：福山潤）
擬神兵型態為「懲戒罪惡的石像惡魔 加戈伊爾之石像鬼」。自己的擬神兵的型態在城市地區中有擬態的效果，而且具有快速飛行的能力適用於許多戰鬥的情況，是少數沒有加入凱因的陣營也沒有被克勞德所率領的部隊給槍殺的擬神兵之一。戰友們都以「托弗(特夫亞)(トーファー/Tōfā/Topher)」來稱呼他。即使自己成為擬神兵卻仍然堅持著正義可以制裁罪惡。曾在戰爭的期間靠著自己堅定不移的信念與意志力成功拯救許多因長期待在戰場上目睹戰爭的殘酷性而開始動搖的戰友們。
過去是一位在蒸氣街「白色教堂」的城郊中流落於貧民街上的孩童，後來與一位朝聖的牧師的接觸中了解到正義的含義（動畫版中沒有顯示這個片段），直到成年後發現自己根本無法只靠正義來生存，在戰爭開始時面對貧民街的人民為了爭奪食材而展開你死我活的鬥爭中，於是決定成為擬神兵打算要離開家鄉藉此尋求生存的機會(動畫版中改為為了使正義獲得伸張獲得決定成為擬神兵），由於自己在戰後非常不滿南北軍隊私下和解來結束戰爭使正義無法得到伸張的情況，再加上在回歸家鄉時由於自己在戰後完全無法融入社會上，因此在深陷於自己的正義理念之下決定獵殺做出犯罪行徑的市民藉此拯救他們的同時試圖行使正義。後來拒絕加入凱因並且從他的手上拿到「弒神子彈」並且跟得知此事的漢克展開對打時用其子彈將他給射傷倒地，最後在面對夏爾的突然出現而分心被漢克趁機給手刃和槍殺（漫畫版中改為受到夏爾的指謫並且被她用獵槍給射穿自己的頭部下落敗後被漢克給槍殺），臨終前告誡漢克以他手刃的方式來救贖戰友的作法根本不是伸張正義的實情。
罪名為:在城市中私下審判並且獵殺許多犯罪的市民藉此行使正義的罪行。
伊麗莎白·維薩（伊麗莎白·維瑟）（Erizabesu Wiiīzā/Elizabeth Weezer，聲：坂本真綾）
第二十六號部隊「擬神兵部隊」的成員之一，擬神兵型態為下半身為巨型蜘蛛的「蜘蛛女妖 阿剌克涅」。擅長在黑夜中襲擊敵人，自己的能力是可以用堅硬的蜘蛛絲來封鎖與束縛住敵人的行動也可以能擋住子彈的殺傷力來減輕傷害，也可以用蜘蛛絲來製作出替身作為伏擊與蠱惑目標與敵人並加以伏擊而用。跟凱因一樣都受到米莉埃莉亞的依賴，還被她稱呼為「麗玆」（只有在漫畫中被稱呼，動畫版中尚未有這種情景）。
年輕時會紡織也曾接替雙親的針線活技巧和一間縫紉工作坊，儘管在灰暗的工作室中重複著相同的事也看到有許多路人都穿著由自己的針線所編織出來的華美衣服，自己的心中就獲得渺小的安慰。後來因為戰爭導致南方的紡織材料（指的是棉花）的提供貨物就此中斷，所以只好轉而賣淫為生。後來在得知擬神兵部隊招攬隊員的消息之下並以「阿剌克涅（阿喇克涅/阿拉克尼）」的化名自願變成擬神兵（動畫版還沒有顯示這個過去），面對曾經以貴族的身分卻選擇成為擬神兵也跟漢克與艾琳曾是好友關係的凱因產生介意也默默支持他。儘管在戰爭結束不久靠著軍方提供的獎金維生，卻因為許多的群眾都很畏懼自己和其他人已經是變成野獸的擬神兵姿態下陷入困境也沒有給自己帶來好轉的機會，後來跟凱因再次碰面並且協助他，卻很在意與擔心凱因和漢克之間結下仇怨與恨意之間的樑子的狀況。
碧翠絲·塞羅（朵莉絲）（貝雅德麗絲／貝爾托莉絲／蓓雅朵莉絲）（德麗絲／托莉絲／泰麗絲）（Beatorisu/Dorisu/ Beatorisu (Toraisu)/ Beatrice/ Beatrice Serrault /Trice，聲：早見沙織）
擬神兵型態為「海中的鳥身女妖 賽蓮」、雙臂為鳥翼的美人魚。是少數能夠控制住擬神兵的本性並且保留著人性，更是沒被漢克給槍殺也沒有加入凱因的陣營的擬神兵之一，戰友們都以「泰麗絲（ 托莉絲）(トライス/Toraisu/Trice)」來稱呼她。
自己的能力可以用歌聲或是叫聲來攻擊與催眠敵人讓他們陷入昏迷、沉睡或是奪取性命。只是自己卻有人類的耐力完全無法長久的飛行也沒有比較高的防禦力，由於很容易受到嚴重的致命傷必須要有防禦力較高的擬神兵來保護自己，自己的歌聲總是獲得戰友們的認同與讚賞。
過去是在海灣港「波特港口」的城鎮中流落於街上的孩童，後來在一位牧師看中自己的歌聲並且受到他的推薦下擔任某間酒吧的歌手。（動畫版改為自己在過去一無所有也沒有唱歌天賦時只知道選擇逃避來面對痛苦，後來在酒吧的舞台上找到可以給予自己生存下去的希望）。儘管自己的歌聲受到顧客們的欣賞，但是隨著戰爭的開始導致顧客們都紛紛逃難並且無法觀故酒吧，因此為了盡早結束戰爭自願變成擬神兵（漫畫版中改為在漢克發現自己擁有成為擬神兵的潛質，於是在接受他的建議之下成為擬神兵來結束戰爭）。後來在戰後因為發現有許多的群眾都很畏懼自己和其他人已經是變成野獸的擬神兵姿態，所以只好待在家鄉的海邊中隱居起來並且受到自己曾擔任酒吧工作的酒吧老闆查爾斯的藏匿與保護之中。（漫畫版中改為在戰後開始隱居，沒有增加與自己與酒吧老闆查爾斯再次碰面的經過）。
起初和找尋漢克的行蹤的夏爾成為好友並且跟她說出許多漢克所隱藏的往事和秘密（漫畫版中沒有跟夏爾初次見面並且結為好友）。原本打算要決定離開家鄉並且從頭開始，直到在面對一直保護自己的酒吧老闆查爾斯為了保護自己跟少數想要捉拿自己的鎮民發生衝突中使自己曾經於工作的酒吧發生火災而被燒毀的期間遭到槍傷而重傷而亡的情況下，抱持著悲痛之際讓許多的鎮民都沉眠於自己的歌聲中（漫畫版中改為得知戰爭又要開打的消息，因此用自己的歌聲讓許多的城郊的居民陷入沉睡讓他們遠離戰爭帶來的威脅），一開始運用自己的能力使得知此事的克勞德所率領的部隊陷入睡眠中逼近困境，一度將克勞德即將陷入沉睡之中（漫畫中改為克勞德與萊薩），後來在夏爾的勸阻下恢復理智卻被克勞德給槍擊受到傷害，儘管回到自己曾與查爾斯待在的酒吧，並且跟夏爾訴說自己的苦衷，但在接受夏爾的請求要唱歌時被克勞德帶領的部隊給重創，最後在夏爾說服克勞德的士兵手下之下讓自己唱完歌曲不久就安祥辭世。
被獵捕的原因:為了讓城郊的居民們遠離戰爭所帶來的不安感，特地用自己的歌聲來催眠居民們讓他們陷入沉睡之中。
維克（Vik/Vic，聲：藤井隼）
擬神兵型態為海象與雪怪之混合體的「長毛巨人 薩斯格茲（薩斯科奇）」。對於在山地的隱密行動、生存技巧相當優異，擁有較厚的脂肪和出色的體力。是少數沒有加入凱因的陣營也沒有被克勞德所率領的部隊給槍殺的擬神兵之一。儘管在戰後隱居起來，卻因為饑餓的理由隨意攻擊與狩獵許多想要通過雪山深處的荒原的旅人（漫畫版中改為潛藏在某個深山峽谷的深處中攻擊與狩獵想要通過峽谷的旅人）。在「新帕特里亞」在引發出人神共憤的重大案件的「白色教堂之慘劇案」的期間創立出來的事發不久帶著愧疚感中四處狩獵少數擬神兵討伐部隊「致命一擊」中的偵查士兵不久被歷經自身的擬神兵的力量處於失控和暴走之中深陷於恐懼、自責和罪惡感之中無法繼續使用擬神兵的力量的漢克給手刃（漫畫版中改為被變身成擬神兵的漢克給手刃）。
罪名為:以潛伏在中央雪山深處的荒原中出於饑餓的理由四處攻擊與狩獵想要通過荒原的旅人以及少數擬神兵討伐部隊「致命一擊」的偵查員士兵的罪行（漫畫版中改為在某個深山峽谷中因飢餓的原因開始四處攻擊與狩獵許多想要通過峽谷的旅人）。
羅伊（洛伊）／雷克斯·布洛克（Roi/Rekkusu Burokku/Roy(Rex Brock)，聲：鈴木達央）
擬神兵型態為「冥府的看門犬 加爾姆」的暗紫色的狼人。是多數參與引發出人神共憤的重大案件的「白色教堂之慘劇案」的擬神兵之一。動畫中增加跟著其他加入凱因的陣營的拟神兵們與漢克和克勞德所率領的部隊展開打鬥的情節。（漫畫版中並沒有增加參與「白色教堂之慘劇案」的部分，而是在「新帕特里亞」創立出來後就登場）
自己的擬神兵外型與狼人的體型相似，也擁有超強的力量和速度，還可以透過敏銳的聽覺和嗅覺藉此找出目標的位置並且以敏捷的速度和鋒利的獠牙與爪子給與敵人最致命的攻擊。
原本是北部軍隊的前線卻在戰場上因身中槍傷士兵，後來在接受由艾琳所執行的「醫療」下轉變成擬神兵，也在戰場上跟許多的戰友們打成一片，並且為部隊製造出娛樂的氣氛（漫畫版中改為自己作為前線的士兵卻在戰場上因為恐懼無法向敵人開槍，後來在部隊全軍覆沒中倖存時被漢克與凱因給救下不久就跟著他們轉變成擬神兵）。戰友們都以「羅伊（洛伊）(ロイ/ Roi)」來稱呼他（漫畫版中沒有顯示其真實的本名，只顯示其在部隊中化名為羅伊（洛伊））。
剛開始很崇拜漢克並且很信任他的領導能力，但是在戰後由於無法接受漢克成為手刃許多的戰友的獵獸者並且否認他們作為擬神兵的存在的殘酷事實，加上自己和漢克的意志與理念變得大所不同的原因轉而敌对，所以在戰後變得癡迷於戰鬥也在加入凱因的同時逐漸對漢克產生敵意與憎恨感，甚至還有好幾次想要致漢克於死地的念頭與想法。
由於在戰後發現漢克已經轉變成執著於完成過去所立下的誓言、不再是自己所追求與崇拜的存在，因此在中央雪山深處的荒原中追蹤和壓制歷經自身的擬神兵的力量處於失控和暴走之中深陷於恐懼、自責和罪惡感之中無法繼續變身成擬神兵的漢克，還多次重創完全無法發揮出擬神兵的力量、承受不住深處於地獄、夢魘跟惡夢般的痛苦與深感絕望之中無法繼續戰鬥的漢克給暴打至瀕死狀態時把他給逼入絕命與死亡般的深淵。後來被找尋漢克的下落的克勞德所率領的部隊給多次重創、再次跟和夏爾互相立下約定中再次重新振作起來、重新變身成擬神兵的漢克給手刃與槍殺（漫畫版改為先是被夏爾給射穿胸口，再被漢克用炸藥給炸開胸口之下倒地），臨終前為漢克能夠回歸到自己所嚮往的模樣感到很欣慰，並且表明出自己希望能夠回到跟他和許多的戰友們在戰場上共同作戰的真心話。
邁爾斯·拜倫（梅魯斯·伯龍）（Mairuzu Bairon/Miles Byron，聲：杉田智和）
擬神兵型態為「奇異之射手 半人馬肯陶洛斯」、亦是持有獵弓與箭矢和長槍矛的半人馬。是多數參與引發出人神共憤的重大案件的「白色教堂之慘劇案」的擬神兵之一。動畫中增加跟著其他加入凱因的陣營的拟神兵們與漢克和克勞德所率領的部隊展開打鬥的情節。（漫畫版中並沒有增加參與「白色教堂之慘劇案」的部分，而是在「新帕特里亞」創立出來後就登場）
自己可以在不朽能力的加持下來彌補自身強度的偏弱性並且迅速恢復傷勢。其擬神兵形體雖然龐大，但是身手敏捷也擅長狙擊還可以用長矛與箭術來搗亂敵人的防線。
起初個性非常很善良與隨和，但是在歷經自己給救治的士兵再次喪命的場面，所以在開始對自己作為醫生的責任意義時失去自信時轉換為極端理念的心態也在戰場上變成擬神兵擊殺敵人中得到同盟者的感激中逐漸認為自己的存在是最好時變得喜歡聽到敵人所發出的悲鳴叫聲之中（漫畫版中改為對自己的行醫是否有意義之下喪失信心之下促使自己的心靈變得扭曲）。
過去出身於醫師的家族，所以自己相當精通醫學。剛開始在戰爭的期間自願前往戰場上擔任北部軍隊的軍醫，卻發現自己想像的戰場與外界的情境有所差別。儘管救治許多在戰場上身受重傷的士兵，可是卻面臨許多被自己給醫療好的士兵再次命喪於戰場上，因此為了不讓有許多的士兵再次喪命的情況下決定變成擬神兵。在變成擬神兵不久救下士兵時内心產出「杀人就是救人」的想法並且在戰後加入凱因。
最初在攻佔堡壘之戰中以自己的不朽之力讓漢克與負責支援部隊的克勞德相當很震驚，後來再跟漢克對戰中被他以用計之下跌入壕溝（動漫中改為在漢克藉由克勞德所率領的部隊的支援下被他給扔入壕溝中），加上在馬丁上校藉以由理查德總統所贈來支援北部軍隊、以擬神兵「海德拉」的遺體所研究並且製作出來的劇毒氣彈武器「阿爾法德」給重創之下深受致命傷，因此在自身的修復能力無法使用的同時被漢克給手刃與槍殺。
卡爾基諾斯（Karukinosu/Karukinos）
擬神兵型態為混合龍蝦與螃蟹的巨型甲殼巨人「諸神之巨蟹 卡爾基諾斯」，是少數沒有被漢克與克勞德所率領的部隊給槍殺的擬神兵之一。(漫畫中改為型態是隻巨型螃蟹)，動畫中增加跟著其他加入凱因的陣營的拟神兵們與漢克和克勞德所率領的部隊展開打鬥的情節。
自己拥有的一雙螯足與被視為最强的長矛，也搭配著有著最强之盾之稱的甲殼，包覆全身的装甲同时具备著硬度与柔软性， 无论是对斩击或是劈開各種目標與東西都具有很高的抗性與衝擊性。多数的步行足不仅能左右移动,还能进行快速的前后移动。在枪弹横飞的战场中运用自身特性,时而作为盾牌保护友军,时而作为长矛击澳敌军,以此纵横战场。自己真正的优秀之处并不在于作为拟神兵的能力而在于支援同盟軍隊的「勇气」。因此不仅赢得拟神兵的敬意也赢得北军士兵的敬意。此外自己步行足即使脱落也能通过蜕皮重新长出, 取下的蟹脚可以拿來製造出料理也是深受眾人所愛戴的原因之一。
自己在過去加入「擬神兵部隊」後就展現出成為擬神兵的資質性成為擬神兵並在戰後加入凱因的陣營，在凱因特地在蒸氣街「白色教堂」中舉辦宴會招攔因為戰爭未能結束而使財富出現窘境的資產家們中跟著其他加入凱因的陣營的拟神兵們現身並且屠戮他們(動畫中改為因戰爭緣故面臨破產處景的南部貴族們)，當漢克在誤觸凱因的陷阱與精神刺激下不慎被他所利用而失控和暴走中釋放出「百獸之王」的力量時，由於自己反應太慢而來不及躲避與閃躲的情況下而被漢克以一腳給踩碎而亡。
普力西拉·哈瓦德（Purishira hawādo/Priscilla Howard）
擬神兵型態為身材魁梧、臉緊貼著身體、有著鳥形喙嘴的眼睛圓臉、體格健壯的粉色的畸形巨人「怪力巨人 食人魔」，是多數參與引發出人神共憤的重大案件的「白色教堂之慘劇案」的擬神兵之一。是少數沒有被漢克與克勞德所率領的部隊給槍殺的擬神兵之一。動畫中增加跟著其他加入凱因的陣營的拟神兵們與漢克和克勞德所率領的部隊展開打鬥的情節。
自己不只擁有強大的力量，皮膚富有彈性到連同子彈和刀刃都無法給予自己致命性的傷害，連同砲彈也無法對頭骨造成致命性的一擊，堅固的骨骼更是所有擬神兵之中最為堅韌的。在攻防一體的戰鬥能力在近身戰鬥中充分體現出來，自己奇特的人形外貌更是讓眾多敵方產生畏懼性。
自己的親生母親過去是生長於一位富家、卻是脾氣相當粗暴也听不进進家人的任何建议與勸言的人。有一次母親跟一位外地的男人在一起育有自己，卻因為生父拋棄母親的緣故，加上母親跟家族的長輩發生爭執流落到偏避的鄉村小鎮威伊菲魯德村時生下自己，由於村民們因為自己的母親的個性發生衝突，加上母親的家族陷入破產的處境促使自己的母親不得以販賣服裝與珠寶還對自己施暴的同時弄瞎自己的左眼(因為自己的眼睛太像母親的父親)，後來自己在戰爭的來臨時被母親賣給軍隊的同時成為擬神兵。
在戰爭結束後加入凱因的陣營，也在外解體會到戰爭的殘酷性以及母親的真面目。後來在自己的家鄉規劃為新帕特里亞建立的「神之領域」所支配的領地之一後，請求凱因准許自己回到家鄉聽於母親的要求向村民們「徵收」糧食，後來在得知此事前來調查的克勞德與萊薩詢問實情時向他們解釋自己是為了完成母親的願望，並加以告誡他們不要干涉自己與母親之間的問題，也一邊等待著母親遭受制裁的來臨，在村民們忍無可任放火燒毀自己的住家使克勞德上前營救自己的母親時，在發現克勞德有著跟凱因對自己的溫柔感的一面下因而選擇去救他任由自己的母亲被火海給吞噬。之後向克勞德表明決定要獻出自己的生命並且加入戰鬥到最後一刻並告訴克勞德希望他們能夠不要再次碰面。在北方首都紐福特攻防戰中再次遇到試圖拯救市民的克勞德時，為了保護克勞德抵擋炮弹受到致命伤，並在臨終前將改變國家未來的希望交託給他時便跪倒在地離世。
弗朗西斯·威爾士(弗朗西斯·韋爾斯)（Furanshisu Weruzu/Francis Wells）
擬神兵型態為上半身為秃鹫、下半身為獅子型態的紫色獅鷲「黃金與礦物財寶的守護者 獅鷲格里芬」，是多數參與引發出人神共憤的重大案件的「白色教堂之慘劇案」的擬神兵之一。是少數沒有被克勞德所率領的部隊給槍殺的擬神兵之一(動畫中尚未顯示是否為該本人)。動畫中增加跟著其他加入凱因的陣營的拟神兵們與漢克和克勞德所率領的部隊展開打鬥的情節。
過去是礦坑小鎮克魯威爾士的礦主亦是盜匪部隊法恩團的首領法恩的父親，雖然個性非常很頑固也對礦工們有所嚴厲，卻對女兒法恩與自己的礦工們視為家人般的感情甚至關心著他們。即使在戰後變成野獸的擬神兵並且失去理性卻依舊沒有對女兒法恩痛下殺手(動畫中尚未顯示是否為本人)。
自己具有一定程度的飛行能力，卻因為下半身太重無法穩定的飛行，雖然敏捷性增強、翅膀則充當舵為自己提供意想不到的機動性，但自己的腿無法精確的轉彎。而且視力只在晚上有利根本無法在白天使用，也無法承受住閃光彈等強光的攻擊。
過去創立礦坑小鎮克魯威爾士的同時建造出礦坑成為當地的礦主，儘管被自己手下的礦工們有所質疑時仍然堅決相信自己的直覺挖到擁有黃金的礦坑。然而自己太在乎這座礦山也對礦工們和他們的家人要求非常嚴格，導致自己的妻子選擇離開也對女兒法恩為此感到厭惡不已。隨著戰爭來臨時面對政府要求自己在擬神兵與礦坑的選擇權的問題下，自己決定成為擬神兵的同時將礦坑的支配權交給女兒法恩。為了不讓自己的礦坑被北部軍隊給霸佔，因此給女兒法恩留下一封礦場所有權文件與遺言信，甚至在戰爭的期間請求漢克在戰爭結束後將自己為女兒法恩準備的禮物轉交給她(藏著金庫鑰匙的項鍊)。然而政府與北部軍隊於戰後沒有信守承諾不只讓北部軍隊奪走自己的礦坑還將女兒法恩給逐出礦坑，促使自己於戰後加入凱因的陣營再次回到克魯威爾士鎮趕走北部軍隊。
後來在克魯威爾士鎮擔任新帕特里亞建立的「神之領域」的領主的期間強迫當地的礦工們勞動甚至「處置」許多無法工作的礦工們也和試圖奪回礦坑、率領匪團法恩團的女兒法恩產生衝突時引起前來此鎮的漢克與夏爾的注意，在法恩團借助漢克與夏爾的幫助阻擋新帕特里亞的支援部隊引進城中不斷遭到閃光彈等武器的阻礙，也在女兒法恩的引導下來到塞滿煤炭的礦井與漢克交戰，在漢克利用自己的能力和夏爾用煤灰將自己燒成灰燼，便在法恩跟自己做出最後的告別不久被漢克給槍殺。
安東尼奧·加圖索（Antonio gatto~ūzo/Antonio Gattuso）
擬神兵型態為使用火焰能力的蜥蜴人「火焰蜥蜴 沙羅曼達」，是少數沒有被漢克與克勞德所率領的部隊給槍殺的擬神兵之一。表面上是個紳士，也對別人很有禮節。但是個性其實相當好鬥，也試著找自己最有興趣的人進行打鬥便已確認他們的實力是否能滿足自己(特別是漢克與凱因)。
自己的能力可以操縱用一般的水都無法熄滅掉的火焰，由於自己的外型與典型的士兵很相似，因此動作相當敏捷也擅長近身戰。無論是自己的血液與汗水一旦暴露在空氣中就會燃燒起來，也可以從指尖或身體的任何地方噴射出來成為一種有效的短程攻擊。在戰鬥中會用火焰覆蓋自己並近距離攻擊。一旦自己發揮出自己真正的實力會使整個身體被火焰給覆蓋住。
自己在過去加入「擬神兵部隊」後就展現出成為擬神兵的資質性成為擬神兵，雖然於戰後加入凱因的陣營，但是心裡卻很瞧不起凱因也認為自己加入他的陣營才會使自己的存在非常有價值。在布拉克雷克市中聽從凱因的命令引導在前來此地的漢克與夏爾，還在漢克與凱因交戰時參與戰鬥便用自己的能力阻擋夏爾朝著自己所發動的攻擊。當漢克目睹凱因在秘密實驗室中隱藏於艾琳赤裸的遺體變得動搖、凱因發現夏爾不經意使他秘密實驗室裡的眾多「夢境」礦石發出聲音而命令伊麗莎白將她束縛起來時，自己立刻阻擋漢克便使凱因重創他，當夏爾制止因為凱因刻意「歸還」艾琳的遺體而動怒、即將快失去理智的漢克、表明暫時跟著凱因藉此找出他的真正目的後，便只好跟著凱因與伊麗莎白離去。在北方首都紐福特攻防戰中再次用自己的能力给北部军队造成不少傷亡也与連續手刃擬神兵同伴的漢克再次對決的期間用自己的超高体温烧傷他的右手時受到傷害，后来在凯因跟漢克對峙中離去便在離開前告訴漢克他與自己是最厲害的人，之後以犧牲自己的性命作為代價燒毀紐福特的堡壘。
尤金·舒比埃特（Yūjin shūbietto/Eugen Suhubiette）
擬神兵型態為上半身為人、下半身則像一隻長著無數觸手的章魚海怪「海獸巨妖 克拉肯」，是少數沒有被漢克與克勞德所率領的部隊給槍殺的擬神兵之一。(動畫中型態是隻巨型章魚，也仍未確定是否正是為本人)
自己可以利用觸手之間的彈性膜輕鬆地在水中移動甚至能夠擊沉大型帆船，唯一的弱點是下半身容易乾燥也在水下無法呼吸，在陸地上行動極度遲緩也受到不少的限制。
自己在過去加入「擬神兵部隊」後就展現出成為擬神兵的資質性成為擬神兵並在戰後加入凱因的陣營，在北方首都紐福特攻防戰中再次用自己的能力给北部军队造成不少傷亡，在跟支援北方軍隊的漢克交戰中被他用長刀砍斷自己的許多觸手並被刺穿胸膛，便在支援帕特里亞政府的鄰國格雷西亚的托駁艦隊的炮擊给重創而亡。
羅伯特·阿貝爾 （羅伯特·阿爾貝魯）（Robāto Āberu/Robert Arbell）
擬神兵型態為「幻影複製者 分身多佩魯甘嘉」，戰友們以「羅賓」來稱呼他。個性很善良非常不喜歡動用武力，是少數沒有加入凱因的陣營也沒有被克勞德所率領的部隊給槍殺的擬神兵之一。
自己的能力可以产生无数的士兵，只要在消耗大量的食物就可以複製出自己外型相同的士兵。複製品沒有思想與情感，生命力卻比一般人類更強壯更頑強。但是不同的是複製者士兵的壽命很短暫，由於它們的身體無法攝取食物只能存活約一個月或更短的時間(根据活动强度甚至可能更短)也會在缺乏繁殖能力迅速衰老並且滅亡，原版可以重新利用這些複製品的遺體作為食物來製造更多的士兵。只是複製士兵的外型於戰後產生變異，它們與繁殖器官分離所需的時間也更長。這種能力於戰後開始變得非常不穩定，開始產生出觸手的怪物而不是人形士兵甚至無法加以操縱與控制。这种劣化一般认为是因为是制造能力时不太顺利, 这种不稳定受到激战的刺激变得更加强烈所造成的结果。
過去是位於帕特里亞南北邊界的小鎮雙步鎮的居民，由於擔憂南方軍隊會在攻陷北方的同時摧毀家鄉，所以自願成為加入擬神兵計劃自願變成擬神兵來保護家鄉。起初被外界以失敗品的身分就要被處置，但是在凱因不認同自己是失敗者而逃過被處置的命運後就加入跟著他。戰爭結束後因為失去過去的記憶而一直待在凱因所創立的新帕特里亞並且受到保護，當自己知道凱因想要再次開戰時拒絕幫他，並在對方的准許下回到家鄉雙步鎮，卻發現家鄉已經空無一人。後來遇到前來調查雙步鎮居民的失蹤案的漢克與夏爾並跟著他們一同調查該事件的真相。但實際上協助漢克與夏爾的自己是複製品，真實的自己早已無法控制自己的能力而被凱因帶到某座空屋的地下室，還被對方以「隨心而活」的身分繼續活著，而自己製作出來的怪物複製品四處吞噬家鄉的所有居民。當自己複製出最後的人类分身時，希望漢克可以使自己的人类複製品代替自己作为人类活著，但後來在自己的人类分身知曉真相、不顧漢克的勸阻選擇饮弹自尽下，只好懇求漢克解脫自己的同時供出凯因試圖制造拟神兵的技術的經過，要求他如果想要知道真相就前往研究擬神兵的設施艾科爾的事的同時請求他制止凯因。
特威伊萊克（Towairaito/Twilight）
擬神兵型態為「沒有實體的亡靈 幽靈斯佩特克」，是少數在戰爭時期中沒有加入「擬神兵部隊」的擬神兵。伴隨著研究擬神兵的設施艾科爾被廢棄、裡面設施器材都被毀掉之下失去大部分的功能後，肉體就逐漸呈現出腐朽、露出骸骨的樣子，但卻仍配備著擬神兵的生命力仍舊活著。
自己的能力可以操縱與控制著大量配備發光和發聲器官的飛蟲，並操縱該昆蟲重現自己在艾科爾的外面所看到和聽到的人事物。
過去在戰爭時期被列入參與「強化士兵計劃」中的「實驗者」之一，但是在過程中由於無法從「擬神兵核心」中適應下來而長期待在調整槽中，就連在艾科爾已被廢棄依然保持著原來的狀態。當自己戰後目睹凱因將艾琳的遺體帶入早已廢棄的艾科爾，並以艾琳的技術來製造擬神兵來找出艾琳生前隱藏於研究擬神兵背後的秘密、也復甦艾琳的遺腹女米莉埃莉亞的經過時，被凱因命令將自己發現的事情全展現出來給想要知道事情經過的人觀看，後來在漢克、夏爾與萊薩到艾科爾時便向他們展現出在戰爭時期中「強化士兵計劃」的過程以及凱因要求自己展現出的畫面過程後，用自己的能力協助漢克給自己帶來解脫。
里斯·巴里斯（利斯·巴利蘇）（Rīsu bārisu/Reese Balis）
擬神兵型態為白色的巨鷹「風之巨鳥 弗莱斯贝尔格」，是少數沒有加入凱因的陣營也沒有被漢克與克勞德所率領的部隊給槍殺的擬神兵之一(動畫中尚未顯示是否為本人)。個性相當死心眼與一心一意，由於自己是為了保護自己摯愛的戀人選擇成為擬神兵，卻不顧考量到成為擬神兵就得面臨失去以人類的姿態生存的後果，所以在戰後已经明显看出丧失自我與理智。
自己的擬神兵外型僅次於擬神兵貝希摩斯和尼德霍格，因为身体龐大的原因在飞起来需要花點時間，加上只要飞起来就能发挥惊人的机动力。自己的飞翔能力可以运送军事物资和士兵甚至是小型的拟神兵。自己的能力也能用于攻击、只要煽动翅膀产生的暴风可以吹飞任何的敌兵,也能從从子弹射不到的高空急速下降攻击目標甚至能直接攻击敌阵的要害。厚重的羽毛擅长防御,只要没有被神枪手用大口径的狙击枪击中眼睛,半吊子的攻击只会惹怒自己。精神上的不安定很明显也无法控制欲望也有异常的攻击性。
過去是曾在移民時代中最為著名的北部農場瑪達農場的傭人，也跟當地的農場地主的女兒露比亞·瑪達產生熱戀，在戰爭來臨時向露比亞承諾等到自己成為一位出色的英雄、莊園的蘋果樹結出果實時會來迎接她前往南方軍隊不會侵略的地方，當自己加入「擬神兵部隊」後就展現出成為擬神兵的資質性，但是不知為何跟同樣成為擬神兵的威廉討論是否追擊敵人的問題時開始互相爭執(可能是兩人在拟神兵的某种性格差异與本能的厌恶所導致的)。儘管在戰後變成野獸的擬神兵卻依舊沒有離開露比亞的身旁，也在瑪達農場深陷衰褪時期時一直徘徊不前，後來在漢克與夏爾到達瑪達農場執行獵獸行動、露比亞受到一個名叫韋恩的資產家的求婚時便主動現身，在自己受到漢克的重創承受著傷勢現身在露比亞的面前，當露比亞認出與感謝自己一直履行跟她許下的約定後，便帶著露比亞飛離農場的同時在漢克和沙爾的注視下飛向遠方。
涅德（Neddo/Ned）
擬神兵型態為獨眼、嘴邊突出著兩顆巨大的獠牙、揮舞著鐵鎚的獨眼巨人「神器製造者 獨眼巨人」，是少數沒有加入凱因的陣營也沒有被漢克與克勞德所率領的部隊給槍殺的擬神兵之一，更是少數能夠控制住擬神兵的本性並且保留著人性的擬神兵。個性沉默寡言，非常注視著自己所製造的武器是否有所進度。漢克在戰後持有的武器「爆破長槍」是自己所打造出來的武器之一(動畫中尚未顯示是否為本人所製造的)，儘管自己被外界視為不受威脅性，但是自己並不覺得自己還有正常的人性。
雖然外型有著強健的體魄，足以匹敵其他戰鬥型擬神兵，但是從未表現出戰鬥的能力，而且動作遲緩的原因不適合用在戰鬥，所以主要將自己的能力用在鍛造武器上也能夠運用大量的鍛造知識和技術，無需借助他人的幫助就能完成各種各樣的工序。由於自己所製造的武器性能極為優異，因此無法大規模生產出相同的武器。
自己在過去加入「擬神兵部隊」後就展現出成為擬神兵的資質性成為擬神兵，也為部隊的每個成員各自打造出他們所專用的武器(像是西奧的鎧甲與斧頭、邁爾斯的箭矢與大弓與長槍)，即使戰爭結束後隱居於深山中並開設工廠仍然繼續製造武器也拒絕加入凱因的陣營。在漢克與夏爾造訪自己的工場時，向夏爾展示自己曾為戰友們製造的武器的同時給她準備一張床和一個房間，也告誡漢克即使他發現自己沒有失去人性仍然會得不到他想要找的答案。在明白漢克就算在武器和槍枝已經沾滿鮮血也要繼續戰鬥的決心時，為他製作出抵銷凱因的鮮血能力的蛇毒子彈也對夏爾的槍提供保養與維護。當漢克和沙爾準備離開時，要求他們能給自己一個不用打造出武器的新時代。在北方首都紐福特攻防戰結束後關閉自己的工廠並且離開。

## 作品設定

### 用語解說
擬神兵（／ Kishinpei(Gishihei)，Incarnates）
是整個故事系列中出場的特殊士兵。該士兵是在戰爭期間由“擬神兵之母”之稱的艾琳向北部政府所提出的“強化士兵計劃”（亦是擬神兵計畫）而創造出來的存在，後來，擬神兵研究計畫在北部同盟的政府總統理查德的批准之下開始執行。這種製造出擬神兵的技術是以違反人義又非法實驗禁忌技術中製作出來的。最初成為擬神兵的人全都是以囚犯、犯罪者、戰俘和在前線戰場上卻受重傷而瀕死的北部軍隊的士兵，後來增加許多因為貧窮與深受戰爭所苦而決定上戰場以及被迫參軍的人民，唯獨凱因是自願成為擬神兵的富家之人。
「擬神兵」是一群擁有特殊力量的人類，他們以人類的姿態作為「祭品」來換取變身成野獸、神話生物和未知生物等種族的強大力量到可以跟眾神、人類或是所有其他的種族所產生匹敵的狀態。擬神兵使帕特里亞走向和平而被人民稱為「英雄」，然而他們隨著時間的推移會因外表和力量而受到恐懼被視為“野獸”而受盡鄙視。同時越來越多的擬神兵因為在不斷的變身中自己的思想和意志也被他們所變身的異形之軀所吞噬，他們越是沉迷於這種強大的力量的同時會失去人性也會對人民造成嚴重的傷害。動畫系列中的擬神兵在人類形態下看起來像是人類，但是皮膚上卻有明顯的變色斑點(漫畫中系列沒有顯示出來)。他們都可以從攻擊中擁有迅速恢復傷勢的能力。擬神兵雖然可以改變自身的能力卻擁有致命的反效果，他們越是使用力量過久中不斷面臨喪失人性和說話的風險，還會受到來歷不明的詛咒中逐漸開始失去做為人類的意識還會在迷失自我中變為真正的「野獸」也會不分青紅皂白的互相攻擊彼此與盟友，最壞的情況下都可能會處於半獸化的狀態，即使接受由“擬神兵之母”的艾琳所注射的血清也無法能夠完全抑制住他們變化的轉變。重要的事由於沒有解藥或是其他的方法可以使擬神兵避免失去人性和變回為人類的方法，所以他們得面臨無處可去的情況下到處去危害世間來尋求生路，導致人們在這場衝突之下深受迫害中處於傷亡慘重的慘劇。甚至在動畫版系列中增加北部帕特里亞政府與政府官員為了盡早將擬神兵獵捕殆盡，特地向人民以懸賞的方式來搜出在所有在戰後隱居的擬神兵的情況。因此在戰後發生的各種事件的情況與結果之下，所有的擬神兵無論是否失去他們作為人類正常的人性與理性、選擇在戰後隱居藉此遠離塵囂、躲避世人的反觀眼光，或是選擇加入叛變組織（指的是新帕特里亞）所引起的「政變行動」與「政變革命」來爭取自己的尊嚴、自由與生存等各種權利作為反抗，即使在沒有人出面討伐與獵捕和試圖拯救擬神兵與跟他們共同生存的情況下，只要發生在擬神兵的各種問題沒有得到完全妥善的處理，他們最終會面臨全數被討伐殆盡的情況下邁入滅亡、被人永久遺忘、抹殺掉自身的存在的嚴重後果與結局。即使政府決定妥善處理戰後與擬神兵所留下來的殘局並且立即執行各種補償與賠償的後續處理的方案，想要讓人類與擬神兵能夠和平共存、防止他們發生衝突的情況，將會是人類將要面對的嚴峻與艱苦的挑戰與考驗和試煉。
製造出擬神兵之前會先觀察參加該計畫的「實驗者」的血液中某些特性所表現出來的資質與「適應性」是否跟被稱呼為「聖女」的艾琳的血與礦石「夢境」(索姆尼烏姆)所製造出來的「擬神兵核心」之間產生結合出來，而且還要有強大的身軀和精神力。如果「實驗者」的身軀缺少其中任何一個條件就會無法承受變化和自我的毀壞終使肉體暴漲而亡，假如「實驗者」的血液的資質性合格，他們的胸口會被割開使「擬神兵核心」放入胸口中任由「擬神兵核心」的根在體內融合一體。但並非所有的「實驗者」能夠忍受極大的痛處(因為他們在會在這過程中會被注射鎮定劑，何況有些會在調整槽中等待跟「擬神兵核心」適應中)，根據漫畫系列中由漢克的說法，每個成為擬神兵的人都會歷經無數次的變化，都會從人與野獸之姿態來回之間轉換的同時會伴隨著激烈的疼痛。不過大多數的人都會在肉體與精神崩潰之間無法承受下來，只有少數承受跟「擬神兵核心」結合並有保持著人的姿態與心智的實驗者就會正式歸為擬神兵(但是可以變化和忍受變化都是有差別)。儘管擬神兵以人類的身軀壓制著「神之力量」，只在最後一刻解開「神之枷鎖」轉變成野獸，只是一旦到戰場解放所有的力量的擬神兵就會終身以野獸的模樣再也無法變回人類，是否要接受這種殘酷的事實都是由他們的意志來決定。(動畫系列中未完整顯示製造出擬神兵的過程，但是卻新增與继承艾琳的「科技伦理践行者」定位，通过新增实验室场景强化出艾琳作为製作出擬神兵的技术创造者的责任的簡略溯源)
根據凱因的說法，能夠使人類轉變成擬神兵的關鍵物品「擬神兵核心」就是即將萌發的種子。「擬神兵核心」是被稱呼為「聖女」的艾琳的血液與「夢境」結合製造出的關鍵材料，該核心會在擬神兵的體內開始紮根，無論是大腦、人體器官、心臟、內臟與骨頭都會被混為非人之物，即使有些擁有「擬神兵核心」、外表像人類的人擬神兵卻無法以正常人類的身分活著，就算「擬神兵核心」與人體已經合為一體，根本無法將核心的分界線與人體分辨出來。換句話說，目前沒有方法與解藥可以將「擬神兵核心」從擬神兵的體內拿出來，能夠使成為擬神兵的人類能夠變回為人類。
艾琳認為成為擬神兵的人類越是過度使用擬神兵的力量，他們最終會失去作為人類的姿態變成野獸的同時會失去人類的人性與心智。但是凱因認為擬神兵會失去人性與理智、變成野獸的原因都出自於人類歪曲的理念與慾望、對擬神兵的負面觀感與糟蹋他們的情況等多種起因所引起的悲劇，但他不覺得擬神兵真的已經完全失去作為人類的心靈與心智，他覺得即使擬神兵是人類一種形式的存在也不會失去理性，待在新帕特里亞的人類看似過著與擬神兵和平共存的生活，只是無論是擬神兵與普通人類都會受到嚴重排斥，他們也為了生存隨時會激發出獸性，就算是新帕特里亞創立的的「神之領域」的壓迫性政策以及其他地區的親和性政策，許多世人的心中依然對擬神兵的力量產生畏懼，逐漸演變成憎恨與隔閡的狀況。
夢境/幻質/小行星(索姆尼烏姆)（ Somuniumu，Somnium）
整個故事系列中出現的神祕的礦石，「夢境」是在帕特里亞的礦脈中發現的礦石亦是製作出擬神兵的關鍵材料，動畫系列中該礦石是帕特里亞北部同盟與南部聯盟之間所引發戰爭的起因。
「夢境」於外界流傳出於帕特里亞北部較少發現，南部的礦脈會有大量的可能性較高。傳聞出該礦石會發出像彩虹般的光線也在黑暗中发出奇异的光芒，大多數凝视與接觸夢境的人不只會產生頭痛現象也会失去理智，也有外界謠傳出該礦石會命令矿工們去挖掘它的傳聞。
據說「夢境」是在帕特里亞快要獨立時位於蒸氣城街「白色教堂」的一些煤炭礦夫偶然在某個礦坑的深處挖掘到的，「夢境」位於天然的地下空洞中散發出藍與綠色之間的光芒，透明且淡色金屬光澤。但是「夢境」的杂质太多到不能拿來製作出宝石，而且其含量的質物太過脆弱很难以加工。所以这种矿石的产量很低也有一段时间都被視為毫無利用和派上用場的東西，一直到人們發現該礦石是极好的燃料時才拿來作为新时代的能源逐漸開始研究著对它应用的使用方式。「夢境」在特殊的熔炉中加热加压激活时会释放出大量的热能，由于其热效率比同等数量的煤炭高出数百倍。
只是，「夢境」是一種最危險的物質還擁有「惡魔礦石」的稱呼。因為人們近期發現如果不滿足「夢境」的研究條件就有使該礦石發生大爆炸的危險性，因此並未投入實際使用「夢境」。曾有一次的研究中將「夢境」作為燃料的蒸氣機械設施中結果引起爆炸，導致其設施的職員全數罹難還給周围社区的人民帶來重大伤亡的事件。由于没有线索可以找到該礦石的稳定实际应用促使研究因而中止。故事系列中艾琳在戰爭期間研究「夢境」來找出使用其的方法，當她聽見隱藏於「夢境」的「神之聲音」後，就設計出以她的血液與「夢境」結合製造出「擬神兵核心」作為製造出擬神兵的材料(動畫系列中尚未顯示)。
神之化石（／ Kami no kaseki (kami no kaseki)，Divine Fossil）
漫畫系列中位於艾科爾的深處中大型的神秘礦石「夢境」的化石(指的是古代神進入長年休眠狀態的存在，動畫系列中尚未顯示)。據說某些人接近該化石時會聽到被稱為「神之聲音」的聲音。根據凱因的看法，凡事聆聽隱藏於「夢境」的「神之聲音」並受到指引的人就彷彿受到某種啟示，他們就能夠知曉全世間所不知道的事情，也能製造出任何常理都無法製造出來的東西（指的就是擬神兵）。但實際上任何聆聽「神之聲音」的人聽見的並非為「夢境」的聲音，而是他們內心的聲音。而「夢境」只是喚起能夠與其共鳴的人所渴求的知識，亦是從遠古時代中刻在人類的血肉之軀的存在，凡是聽見「神之聲音」中獲得原本世人所不可觸及的知識、受「夢境」之力給影響而受蠱惑並且作出許多瘋狂舉動的人會被實錄派(真理派)的教會稱呼為「聖女」。
漫畫系列中，實錄派的說法是「夢境」是他們信仰的古代神的聖骸、而聆聽「神之聲音」的「聖女」之血是復甦古代神的聖水，因此如果某位「聖女」跟「夢境」產生出的共鳴力量越是強烈，也就說明此人跟沉睡在「夢境」的古代神越是相近的關鍵。因此可以說明「擬神兵核心」會一直渴望著接受其指引的某個「聖女」的血液。而被實錄派(真理派)給視為「聖女」的艾琳正是聽見「神之聲音」並受其的指示下製造出擬神兵(動畫系列中尚未顯示場景)，夏爾在艾科爾聽過「神之聲音」而被凱因視為下個「聖女」，事實上她聽見的是古代神一直訴求著它希望有人能夠喚醒並且「終結」自己的靈魂的真正的聲音。
擬神兵的誓言（ Kishinpei no chikai，Incarnates's oath）
「失去心智之人，以同伴之手葬送」、「失去心之人，要以同伴之手葬送」、「失去內心的人，要以同伴之手葬送」、「失去內心之人，要以同伴之手葬送」、「無情之人，要葬之以同伴之手」、「喪失心智之人，將由同伴親手葬之」、「喪失人心者，要葬之以同伴之手」、「喪失人性之人，以同伴之手來葬送」、「葬送失去心靈的人」是於戰爭時期由擬神兵部隊的隊長漢克為擬神兵部隊所立下的誓約。該誓言的意義在於即使是所有成為擬神兵的人類都得必須遵守他們最後作為人類的誓言，一旦他們的同伴失去理智轉變成野獸去攻擊人類就要被他們的同伴來手刃。隨著戰爭結束的來臨，製造出的擬神兵的艾琳知道成為擬神兵的人類一旦使用擬神兵的力量越久，他們不只會永久失去作為人類的模樣、連同人性與心靈也一同喪失，她也知道擬神兵在戰後可能會面臨無處可去的情況，再加上自己還沒有找到解藥或是其他的方法讓擬神兵可以避免失去人性以及變回人類的方法，因此決定親手埋葬自己製造出來的擬神兵的同時選擇自盡。然而擬神兵部隊的副領導者的凱因並不同意艾琳的做法便射殺她並且釋放所有擬神兵，導致擬神兵在戰後變成“野獸”在各地做出傷害人類的行徑。所以作為擬神兵部隊的隊長漢克為了兌現在部隊許下的誓言，他在戰後化身為「獵獸者」追捕眾多失去人性的擬神兵讓他們能以人類的身分得以葬送。
漫畫系列中，是擬神兵部隊在部隊會議之中，漢克因為不希望所有成為擬神兵的人因為貪圖未知的力量而失去人性，因而要求所有擬神兵部隊的成員們立下這個誓言。動畫版中改在於戰爭的期間發生擬神兵部隊的成員開始失去理智轉而攻擊人類的事件後，漢克為了保護人類來維護他們做為擬神兵的最後尊嚴而立下的。

### 武器
「爆破長槍」（Bomb Lance）
這把長槍武器是原為擬神兵部隊的隊長、現任為「獵獸者」的漢克於戰後所使用專門討伐擬神兵所專用的大型獵槍長矛武器，其槍頭类似捕鲸话,可以伸縮的四爪、類似鯨魚叉狀的魚叉鉤子也搭配捆绑的爆破炸药。
要利用爆破長槍的重量击打目標或是對方的皮膚和身體的內部，通过拉动连接炸药起爆装置的金属丝来引爆炸藥。只要把長矛扔向目標就可以將該槍尖深刺入目標的體內。該長矛的槍尖裝有炸藥，如果把槍尖刺入目標、槍尖會深深刺入目標的內部便引爆炸藥，炸藥的威力就可以徹底撕開與掀飛对方的皮肤和肉塊。
爆破長槍最初看似是连接折叠式的钓竿,一旦拿起來並串起來的話會轉變成一把長矛。由於長槍的特性所有的矛尖都是一次性的，雖然这把特殊武器是对付拟神兵的杀手锏兼王牌，但唯一的缺點是該長槍十分笨重,連平衡性很差到一般普通人根本无法使用，再加上該長矛是特别定制的产品一旦用完就得扔掉，是一种非常奢侈的武器。
「象擊槍」（／ Zō uchi jū (zō uchi-jū)，Elephant Shooting Gun）
這把獵槍是夏爾所持用的獵槍。該外型類似是反坦克步槍參考來自於類似 Colt Model 1855 的左輪手槍型步槍底座。這把槍最初是由夏爾的父親威廉使用的。後來在威廉去世後成為他留給夏爾的遺物。而在戰爭開始前，威廉曾經教夏爾如何使用該獵槍，並解釋說這把槍對於自衛、自衛和保衛村莊很有用。即使威廉去世後夏爾仍然一直保管與珍惜這把槍。
「弒神子彈」(弒神者子彈、滅神彈)（／ Goddokirā Buretto(Kami-goroshi noda n gan)，Godkiller Bullets）
這種特殊子彈是由“擬神兵之母”之稱的艾琳·布魯雷克博士所開發唯一用來對付擬神兵的武器。
「弒神子彈」是採用稀有材料和複雜的工藝製成的子彈，一旦射入擬神兵的身上可以使變異細胞的組織逐漸自滅。由於普通的武器與尋常的手法根本無法輕易擊敗擬神兵，加上目前沒有方法和解藥使擬神兵的人類能夠變回人類的方法，所以這種子彈成為唯一能夠對付擬神兵的絕佳武器。
但是「弒神子彈」的製作方法與原理和擬神兵製造技術就只有艾琳知道，由於艾琳在戰爭即將結束時被凱因給射殺的緣故，導致該子彈的製作方式就此永久失傳，就連已經製作出來的十幾顆子彈也於戰後下落不明。重要的是製作出「弒神子彈」的使用材料相當稀少非常不容易開採，而且製作子彈的手法相當過於複雜又困難根本無法生產出相同的子彈。儘管戰後北方軍隊透過模仿偶然發現的子彈的彈頭順利製作出仿製品(由艾琳向漢克射入他身上的子彈)，只是仿製品的威力無法拿來跟真品作為比較卻同樣對擬神兵仍然有致命性的效果，因此漢克在戰後給予許多擬神兵致命一擊時會特地使用該子彈來葬送他們。
「阿爾法德」（ Arufarudo，Alphard）
是帕特里亞北部同盟政府為了對付擬神兵、進而參考擬神兵「劇毒蛇人 海德拉」的遺體與其能力而開發的致命的劇毒氣彈。這種毒氣彈無論是擬神兵或是人類是一件有所致命性的危險性武器，當該液體噴灑到空氣中時會立即在空氣中擴散，該毒氣使接觸到它的肉體會逐漸腐爛，如果吸入該毒氣會中毒身亡。即使是政府與軍方所開發出來的防毒面具卻只能拿來安慰效果，卻仍然無法找到完全應付、抵銷和解毒海德拉的劇毒能力的方法與解藥。
漫畫系列中「阿爾法德」是軍方從由漢克手刃擬神兵海德拉的遺體作為研究並且開發的，動畫系列中，是從戰爭期間發生擬神兵海德拉的失控事件後，由軍方從研究其遺體然後在戰後而開發的。故事系列中於波爾多庫里庫要塞之戰中，馬丁·沃爾大佐為了要對付擬神兵肯陶洛斯的不朽能力特地將「阿爾法德」的藥劑放入砲彈中。

### 故事舞台/國家/勢力
帕特里亞(帕塔利亞/哈德里亞)（ Patoria，Patria）
其國家影射參考自美國，是故事系列中的舞台。其建立一百年的民主主義的歷史和擁有許多工業文明與農業文化中、分別以北方的「工業都市」的同盟、南方的「礦山都市」的聯盟為中心，漫畫系列中，帕特里亞贏得脫離舊大陸格雷西亞的百年管束的獨立戰爭。即使如此，該國家統治體系卻分別在北方和南方建立不同的國家，使不平等和貧窮蔓延到整個地區。動畫系列中，帕特里亞面臨貧富差距、種族歧視和經濟發展和資源分配的問題，再加上北方同盟與南方聯盟因為要爭取礦石「夢境」並且在不明人物的介入與引誘下互相開戰，導致國家產生分裂引發長達多年的戰爭。漫畫系列中，在帕特里亞發生戰爭結束後的時間為五年，動畫中改為兩個月後。
當時帕特里亞北部在技术和资本上领先，但南部在人口和资源上领先，因此北方逐渐处于劣势。漫畫系列中根據萊莎與凱因的說法，帕特里亞發生戰爭的原因出自於南部所實施的侵略行為之類而引發的，真正的原因是帕特里亞北部的權貴們為了維護他們的權益、地位與立場而引發的。特別是對於北部首都的紐福特的人民以及统治阶级的眼中，從遠處點燃戰火是他們展開生意和爭權奪益的藉口，促使北部與南部之間的差距漸生出扭曲引發戰爭的導火索。假設南部聯盟支配北部同盟會導致帕特里亞全境的經濟面臨崩潰、遲早會淪落於鄰國格雷西亞或是其他強大勢力的國家的手中。起初北部同盟即將會被南部聯盟所支配，直至北部派遣民兵上戰場、使用違法人性的「改造技術」建造出名為「擬神兵」的特殊士兵來對抗南方扭轉戰勢，因而使帕特里亞在花費十幾年才結束戰爭。但是靠著「擬神兵」改變動亂的戰局的帕特里亞北方同盟卻私下跟南部聯盟談判和解來結束戰爭並將擬神兵拿來做為战争的工具，導致使双方继续在贫困和不平等中挣扎导致战争悬而未决，而且他們尚未處理人類與擬神兵之間所引發的問題反而使戰爭再度爆發起來。
北部帕特里亞同盟（／ Hokubu patoriayunion(Ho ku bu patoriayunion)，Northern Union of Patria）
以「工業都市」為中心、與南部聯盟敵對的國家。北部地區以帕特里亞為基礎。首都為紐福特。這裡以政治、經濟、工業為城市中心，有不少的貴族與富豪在此定居。漫畫系列中，帕特里亞北部因為防止舊大陸格雷西亞與其他國家在南部侵吞北部，加上該地區希望與其他國家實行保護主義貿易以壟斷國內需求因而與南部發生衝突。北部同盟的勢力於戰後由於經濟停滯的原因而落後於新帕特里亞。
庫德格拉斯（ Kūdegurāsu，Coup de Grace）
是帕特里亞同盟於戰後所創立專門討伐擬神兵、由總統理查德之次子克勞德所率領的人類部隊。作为同盟部队的一个独特实体存在，該部隊的名字亦可稱為「慈悲的一擊」、「恩賜解脫」、「最後一擊 」和「致命一擊」的稱號。該部隊是旨在追捕和獵殺在戰後變成野獸的擬神兵，從領導人的階級身分由少佐的克勞德、中士的傑拉爾特、少尉的萊薩為排序，成员大约有三十個人并在执行任务时得到后备和支援部队的支持。
漫畫系列中，庫德格拉斯部隊是於發生「白色教堂之慘劇案」與「新帕特里亞」創立出來的事件後而組成的，動畫系列中改為該部隊是在戰後所組成的。
表面上庫德格拉斯是在發生「白色教堂之慘劇案」與「新帕特里亞」被建立起來的事件後，為了協助民眾而狩獵成野獸的擬神兵而成立的。但實際上該部隊是為了對抗「新帕特里亞」的勢力決定消滅曾為英雄而敬畏、卻轉變成野獸的擬神兵。部隊的目的是迅速而仁慈地獵殺擬神兵。庫德格拉斯由一群年轻的精英联盟军事人所组成，配备許多专门为反化身战斗设计的特殊装备以及對抗擬神兵的戰術。
漫畫系列中，庫德格拉斯不只擁有同為弒神子彈的特殊穿甲彈、旋轉機械炮、滑步槍等特殊武器之外，他們在行動時大多是以走路或騎馬的方式來行動。在動畫系列中增加該部隊也擁有像是火焰喷射枪與步行槍等特殊武器來行動，甚至會使用這些特殊的武器與裝備來對付擬神兵。
南部帕特里亞聯盟（／ Nanbu patoria rengō(Nan bu patoria ren gou)，Southern Confederation of Patria）
是以「礦山都市」為中心、與北部同盟敵對的國家。首都為「散阿爾塔（聖阿爾塔）」(San Alta（Sunaltar）, サンアルター，San'arutā )(其中包括其首都的城郭都市聖溫斯頓)。主要由資源和人口豐富的南部地區大城市所組成的。帕特里亞大陸中有大部分的資源都集中在該地區。故事系列中南部想利用這些資源與舊大陸進行自由貿易企圖宣布從北部獨立而跟北部開戰(動畫系列中改為是北方政府想要獲得神秘礦石「夢境」所帶來的利益因而向與他國建立貿易關係的南部挑起戰爭)，促使北部不得不使用擬神兵跟南部對抗，儘管戰後與北部達成停戰協議，但是在戰後因為對北部達成和平協議而心生不滿的人們紛紛支持叛亂組織新帕特里亞的陣營的情況下，所以南部政府的首領們私下秘密與北部同盟試圖建立合作關係對抗新帕特里亞，但是首都散阿爾塔被新帕特里亞給攻陷而落入該勢力的手中，而試著跟北部同盟跟達成結盟的南部政府的首領們都被新帕特里亞的擬神兵們給屠戮殆盡，任由新帕特里亞的擬神兵來支配南部的人民。
自由國家 新帕特里亞（／ Shin patoria，Free Nation of New Patria）
由凱因所建立亦是不受世界各地的國家所認同的叛亂組職。該勢力擁有許多被曾經視為英雄的擬神兵和叛逃南部的北部士兵所組成的軍隊以克服人數劣勢的軍事力量與北方與南方為敵，並以開拓較晚的西部地區作為據點，將許多贊同和接納他們的城鎮、都市以及村落全都接連地納入麾下，在攻下南部聯盟的首都時，完全不顧其是保持中立的存在，只是該組織的行動被北部同盟視為意圖政變而發起的「政治革命」的革命行動，因此私下跟南部聯盟結盟來對抗，漫畫系列中增加北部同盟的政府特地向世界各國（包括格雷西亞）請求軍事援助來對付與討伐新帕特里亞。
故事系列中凱因在講解帕特里亞的國土於過去因為北部與南部而分裂為一分為二並且在鬥爭中征伐不斷，即使他們於戰爭結束後卻仍然拿不到想要的答案與最好結果(更別說是得知哪一方的勝利、繁榮或者是一切從此改變的承諾)。他還解釋道如今帕特里亞國家的情況開始衰敗是因為北部與南部政府都因為北部許多有著利欲薰心的資產家和無能的貴族的影響化為傀儡政府，還有許多腐朽的支配者不斷壓榨與壓迫人民、隨心著操作國家的緣故。凱因向許多渴望與追求真正平等、聆聽演講的市民以及渴求失去正義因而從北部和南部叛逃的北部士兵們承諾他們擬神兵將會與他們同在，他們現在是時候揭竿而起、打破南北部的界線與支配為由創造出屬於他們自由的新世界與嶄新的國家新帕特里亞。自此凱因不僅招募與捲入了許多對戰後待遇心存不滿的軍人與貴族們(包括南部貴族)以及抱怨贫困與世間不公的人民與普通市民們，和他眾多的擬神兵部下一同宣言從祖國帕特里亞獨立。
漫畫系列中，該勢力併吞南部聯盟的首都不久和北部同盟的政府達成「和解協議」將國土重新規劃與分類，還特地執行「神之領域」的政策派遣許多擬神兵作為「神之領域」的領主來到許多受該勢力所管理的城市、城鎮與村落之間增加其軍力的攻勢與優勢(動畫系列中尚未顯示)。
格雷西亞（ Gureishia，Gracia）
漫畫系列中位於舊大陸中最强大與古老、擁有最多土地和經濟實力的國家，其國家影射參考自英國。該國將貴族置於頂層的階級制度依然根深蒂固。該國领土比任何其他的国家都大，但在这方面仍然无法与帕特里亚相當媲美。即使工业化发展，贵族文化仍然顽固地存在着。該國家的名义上是选举制，平民被允许参加选举，但实际上统治完全由家族來决定。而政府的实际控制权全都掌握在家族少数血统成员手中。(動畫系列中尚未顯示)
格雷西亞於帕特里亚独立战争时只派出一小部分军队，後來該國家被帕特里亞击败并允许與認同對方可以宣告独立。据说格雷西亞在撰写本文时在充分承认其独立的同时积极与特里亚的北部同盟进行贸易谈判(後來該國也跟位於帕特里亞南部的南部聯盟進行利益交易)。該國的工业革命原本有望颠覆贵族既得利益的统治，但事实上却使贵族受益，拥有资产和教育来提供设备只会加剧富人和穷人之间的分化。格雷西亞在知道新帕特里亞的存在早晚會危害自身國家的利益與安全時，決定協助帕特里亞派遣援軍並安排四輛裝甲艦船和托駁艦隊。(因為協助帕特里亞政府的交換條件是要求對方將曾為神卻被當作怪物、需要加以消滅的擬神兵的相關情報與軍事機密的資料全數交給他們)。
真誠教会（／ Makoto kyōkai(Sei kyō kai)，Aletheian Church）
漫畫系列中於帕特里亚最廣泛信仰的宗教(動畫系列中尚未出場)。真誠教会在格雷西亞中與政治聯繫很深，但其影響勢力在帕特里亞範圍廣泛並不是直接影響的勢力。
實錄派(真理派)（／ Vu~erite-ha (vu~erite wa)，Verite Faction）
漫畫系列中為移民到帕特里亞、脫離格雷西亞真誠教会中的某些教派成員的後裔也是寻求「神之聲音」的宗教組織(動畫系列中尚未出場)。
該教派的教義敘說著是原本應該回歸於天界的古代神實際沉睡於凡間的陸地的最深處，每個教派的成員都要得聽從「神之聲音」並且坐等古代神的再臨。真理派的人相信任何能夠聽到「神之聲音」並受指引，然後採取「行動」迎接神的回歸並傳播該教派真正的真理的人被稱呼為「聖女」。因此真理派的人為了使他們信仰的古代神能夠得以甦醒並徹底終結長年以來的戰亂時代也要讓世界各地的人能夠獲得最終的救贖，因此他們在這期間找出他們教派的「聖女」時會採取各種行動藉此等待時機的到來(像是周遊帕特里亞整個國內四處傳播該宗教的教義和創立栽培出各種特殊才能的菁英的教會學院等活動)。只是格拉西恩的真教會教派的人都不認同真理派的存在與說法，反而將他們給視為妄想、歪理與異端的存在。
漫畫系列中隸屬於真理派教派的詹姆斯牧師為了盡早讓古代神能夠甦醒於世間，因此他在四處周遊帕特里亞的國內傳播宗教的教義期間擔任教會學院的教師一邊尋找能夠聽見「神之聲音」的「聖女」也一邊負責管理與栽培該學院的學生們各自擁有的奇特能力。後來他在尋獲能夠聆聽「神之聲音」的艾琳並栽培與發掘出她的特殊才能，更將艾琳視為他們的教派一直在尋找的「聖女」並相信由她所製造出來的擬神兵正是古代神尚未覺醒的胚胎與血肉之軀的型態亦是眾神的使徒兼使者，並且相信所有的擬神兵總有一天將會轉變成能夠真正終結漫長多年的戰亂時代、帶給人類最終的救贖的神（動畫系列中尚未顯示該場景)。

### 劇中出現的場地
紐福特(新福德)（ Nyūfōto，Newfort）
紐福特是北部帕特里亞聯盟的首都，也是從舊大陸格雷西亞遷移帕特里亞的移民最初建造的第一個城市。首批來自格拉西亞的定居者抵達大帕特里夏河的河口附近，他們為迎接更多定居者而建造的基地就是紐福特。緩緩流淌的河流和其註入的海灣造就成紐福特一個優良的港口並成為移民和貿易的基石。紐福特於帕特里亞脫離舊大陸格雷西亞的支配而引發的獨立戰爭時期留下的堡壘劃定行政區，無論是總統府和富人的住所就分佈在該行政區內，當地人將該首都地區與商業區分開的城牆，完全體現出紐福特所處於的嚴峻形勢。
利貝萊特伍德之村（／ Rivureddouddo-mura (ri vureddouddomura)，Rivulet Wood）
利貝萊特伍德之村是威廉與夏爾的家鄉。這個村莊坐落在陡峭的懸崖和深谷中，曾經是在荒野邊疆時期勇敢地穿越崎嶇山口的人的熱門休息場所，然而隨著發現穿過山口的替代路線，利貝萊特伍德也成為一個提供旅人暫時下榻的休息場所。村莊裡有一座不成比例的大型教堂建築的遺跡，這座教堂建築是由希望旅途安全的旅行者而捐款建造的，但記錄顯示這座廢棄的教堂內曾經經營著孤兒院，村民們根本無法自行維護與生存。近年來，利貝萊特伍德村的年輕人在戰爭和就業機會的缺乏處境中紛紛離去，使該村莊正在陷入衰退時期。即使夏爾的父親威廉決定參戰成為擬神兵並在戰後回歸村莊，導致村莊中陸續連續發生家畜遭到吞食的事件，後來在漢克手刃威廉、夏爾離開村莊時暫時恢復正常的生活。但在威廉卻因為受到來歷不明的力量下復甦中失去理智還攻擊許多村莊的家畜和想要通過森林中的旅人引發恐慌，直至威廉被得知此事的克勞德所率領的擬神兵討伐部隊「致命一擊」給圍剿、最後由夏爾用獵槍給引渡之下就恢復平靜。
邦恩伍德（ Bān'uddo，Burnwood）
邦恩伍德是丹尼的家鄉，該位置位於一座荒涼的荒原上。這個小鎮是沿著高速公路而建造出來的，邦恩伍德鎮原本是一個相當熱鬧的小鎮也是過路人們的休息地點之一，直到新的街道建立完成之後，該小鎮就變得荒涼與沒落。據丹尼爾向漢克的敘述該邦恩伍德鎮已經貧窮到連喝一杯咖啡都很困難，所以丹尼選擇參戰成為擬神兵讓給邦恩伍德鎮獲得政府的救濟。但是由於政府在戰後未實現承諾救濟邦恩伍德鎮，促使該小鎮仍然依靠著丹尼四處打劫路過的商人來獲取錢財藉此改變窘境。
羅谷希爾（ Rōguhiru，Rouge Hill）
羅谷希爾是西奧的家鄉。該鎮沿著高速公路而建，至今仍作為人們的休息場所而繁榮發展。當西奧從戰爭中歸來不久就製造出一座要塞，促使城鎮外頭附近的盜賊都無法隨意在四處打劫，而戰後羅谷希爾城鎮幾乎每天都能聽到西奧的咆哮聲，動畫中增加因為西奧四處建造要塞而拆毀房子盜取建材，因而附近建造出難民營提共一些變成無家可歸的難民的居民所居住，促使該城鎮充滿沉重的氣氛。
牛頭怪的堡壘（／ Minotaurosu no toride (minotaurosu no toride)，Minotaur's Fortress）
這座要塞是從戰爭歸來的西奧在羅谷希爾城鎮以他的特性所建造的巨大堡壘，該堡壘的內部相當堅固並且佈滿各種的陷阱與機關來阻擋闖入要塞的人。由於西奧知道事先做好準備才能克服恐懼的理念不斷將要塞變得很巨大並四處咆哮要準備戰鬥帶給民眾不少的恐慌，還有許多人進入要塞卻全都無法活著出去。後來在得知此事、進入要塞的漢克在討伐因恐懼變得癡迷與渴望戰鬥的西奧後，這座要塞就沒有再繼續擴大下去。
蒸氣街「白色教堂」（／ Jōki-gai howaitochāchi (ji ~youkigaihowaitocha ̄ chi)，The city of steam Whitechurch）
蒸氣街「白色教堂」是托佛的家鄉。該城市是由煤炭而生的繁荣与贫困而聞名，是被誉为黑色钻石的优良煤炭的發产地并借由相关产业的緣故而发展起来的城市。動畫中增加克勞德與他所帶領的擬神兵討伐部隊「致命一擊」前來此城鎮試圖討伐凱因與他的擬神兵軍隊。
「白色教堂」最初該城市原本是一個偏遠的村莊，由於地处偏僻而人烟稀少的緣故而隸属于教会的巡礼地，所以除了去教堂朝聖的人外很少有外人來造訪此地。直至人们对煤炭的需求急剧增加變得飞跃性的发展而使城市建展變得擴大。雖然「白色教堂」貧民窟有一座外觀顏色為白色的教堂，但是該教堂隨著煤炭的濃煙增加被燻黑。「白色教堂」的碳矿在战争时期就挖掘出相當稀有的神祕礦石「夢境」，後來隨著時間的流逝與戰爭的原因使該区域已经被封锁。只是「白色教堂」的擴建進展導致富人和窮人之間的巨大不平等，城市同名教堂周圍的老城區逐漸轉變成貧民窟。雖然「白色教堂」並没有直接参与战争,但是在戰爭爆發後，貧民窟的穷人為了生存而開始互相殘殺，而許多上層階級的富人在戰爭尚未結束的期間损失他們巨额的財富。所以在這些資產家当中也有极少数人希望能够重新开战藉以取回他們被奪走的財富。
「白色教堂」的位置坐落於煤炭礦脈的正上方是為了開採煤礦等原料而建的，該城市自成立以來一直位於市中心的教堂。最初這座城市周圍和地下都佈滿許多的礦井，後來在許多商人透過買賣開採的礦石而發財之下而逐漸擴大，使該城市被劃分為商店街、莊園、平民與豪宅區和以及因貧困所僱傭礦工和工人居住的棚戶區與許多犯罪者與貧民所居住的貧民窟。根據萊薩的描述「白色教堂」是以蒸汽街道為有名擁有「商人之城」美名的城市，由於該城市下方有煤礦，所以多數富人就正是因為將開採出來的煤礦等原料變為財富，所以在街上也有許多礦石商的公會。但是「白色教堂」貧民窟是經常發生犯罪事件的地方，由於該地方幾乎沒有法律所管理，所以據說大多數犯案都集中在這附近的街區。
故事系列中，漢克在戰後情報局人員萊薩所提供軍方發現凱因就位在「白色教堂」的城市的消息，便跟夏爾與萊薩到該城市找尋凱因的同時處理托佛為了實行他的正義並在兩週內於該貧民窟所實施的八起連續殺人事件(其中只有貧民窟的人成為受害者)。但是四處招攬眾多擬神兵而出現的凱因在擄走夏爾的同時邀請漢克前往他所舉辦的宴會場地，並以對北部政府的不滿、再此繼續完成未能正式結束的戰爭的理由招募許多想要獲得擬神兵的幫助來奪回財富的資產家並且屠戮他們(動畫中改為因戰爭的緣故而面臨破產處景的南部貴族們)，還利用夏爾引發漢克的失控擬神兵型態的「百獸之王」的力量引發出人神共憤的重大案件「白色教堂之慘劇案」的突發事件摧毀掉「白色教堂」一大部分的街道與城市，甚至在案發後建立名為「新帕特里亞」的叛亂組織，促使帕特里亞北部政府為此將曾為「英雄」的擬神兵全數視為「野獸」，特地組織成專門討伐擬神兵的人類部隊「致命一擊」的契機。
海灣港 波特港口（ Pōtogarufu，Port Gulf）
海灣港 波特港口是泰麗絲的家鄉。該漁港城鎮位於帕特里亞北部。波特港口擁有非常適合海港的自然特徵，在戰爭結束後隨著鐵路的發展、戰爭期間的水手的數量幾乎減少、加上該港口的地理位置已經很不方便的緣故逐漸衰退至作為漁村的卑微歲月中，該鎮昔日的輝煌也幾乎逐漸消失當中。動畫系列中增加夏爾跟隨著萊薩與克勞德與他所帶領的擬神兵討伐部隊「致命一擊」前來此城鎮準備為了要討伐新帕特里亞所需要用到的補給與「致命一擊」要使用的特殊的裝備與武器。
波特港口在過去是一個安靜的漁村，自古以來就是人口眾多的地方。隨著造船現代化和利用船舶進行物資運輸，該鎮迅速發展成為城際交通樞紐。然而波特港口在戰爭期間成為帕特里亞聯盟的基地，還一度被南方聯盟給視為侵略的目標。雖然這座城市在戰爭結束後已經在努力恢復昔日的情景，但隨著全國各地鐵路的發展與方便，導致航運業務一直在下滑。加上新帕特里亞的建立和對帕特里亞的宣戰，波特港口作為唯一的糧食和支援來源的港口權被移交給軍方帶給該鎮民帶來極大的不安與恐懼。
大山脈（／ Dai sanmyaku (dai-san myaku)，Great Mountains）
大山脈是帕特里亞國土中一條綿長的巨大山脈，這一系列山峰極高且陡峭，山峰附近的積雪終年不融化，下方處分別為雪中高原、懸崖、洞穴、森林、平原和溪流與河流，加上此地帶擁有極地氣候，所以該山脈並沒有任何人和動植物都生長與居住於此地。故事系列中大山脈是夏爾跟隨著萊薩與克勞德與他所帶領的擬神兵討伐部隊「致命一擊」尋找引發「白色教堂之慘劇案」而失蹤的漢克的地方、亦是他們和漢克與擬神兵「加爾姆」展開追逐戰的戰鬥場地。
大山脈將帕特里亞國家分為東西兩部分，其山脈已經開發幾條從東向西穿過山脈的路線卻沒有以安全的方式維護，因此導致帕特里亞西部地區的開發至今進展緩慢。新帕特里亞的基地位於帕特里亞首府紐福特的對面的波爾多庫里庫橫跨大山脈並以該山脈作為天然型的要塞等待著進攻北部同盟的時機。
城防哨所(炮口峰堡壘)（／ Mazurupīku monomi toride (mazuru pi ̄ kumo nomi toride)，Muzzle Peak Lookout）
城防哨所是槍口峰上的一座被棄置的城堡堡壘，其位置於大山脈的山峰之一馬祖爾山峰上，故事中是夏爾跟隨著萊薩與克勞德與他所帶領的擬神兵討伐部隊「致命一擊」尋找引發「白色教堂之慘劇案」而失蹤的漢克時而下榻和進行巡視與修整的地點。裡面有宿舍、會議室、倉庫、物資儲存區、裝備與武器收藏室。
城防哨所是帕特里亞在一百年前的獨立戰爭期間所建造的堡壘。該要塞外牆是堅固的石頭看起來幾乎沒有耐用性也無法承受猛烈的炮火攻擊。雖然到現在由中央政府管理多年，城防哨所在戰爭期間被用作軍隊的軍事堡壘和前進部隊的中繼站。
波爾多庫里庫(黑河)（／ Borudokurīku (borudokurīku)，Bold Creek）
波爾多庫里庫鎮是位於帕特里亞西部、靠近大山脈的古老城鎮，其城鎮是一座歷史相當悠久卻是個被遗忘的开发时代的据点。漫畫系列中，波爾多庫里庫鎮被新帕特里亞建造出堡壘基地跟北部帕特里亞同盟進行對決的根據地。
波爾多庫里庫曾是帕特里亞開建時期中作為西部開發的根據地而建立的。開發時代的人民跨越大山脈來並以該山脈的雪融化成河流所形成平地上建造出城鎮，虽然开发人民对于人类没有涉足的新天地心驰神往,但他們對開發的热情随着知道波爾多庫里庫是不毛的荒野之城后逐漸衰减，最終放棄開拓出新居住地的行動。隨著戰爭結束後，由於大山脈的阻隔導致前往部同盟的首都紐福特的交通不便，波爾多庫里庫的作用就變成用來支援待在西部的人民。戰後帕特里亞開通通往西部的鐵道，但是鐵道卻經過遙遠的城市南部、越過山脈到達波爾多庫里庫的人相當很少。唯獨犯下违法行徑的人和擁有黑暗过去的人才能夠從首都紐福特跨過危險的山脈來到波爾多庫里庫定居下來。如今的波爾多庫里庫只是個少數人民都非常期望能夠再次进行西部开发的鄉下城市。
波爾多庫里庫要塞(博爾德克里克要塞)（／ Borudokurīku yōsai (borudokurīku-yō sai)，Bold Creek Fort）
是整座故事系列中，新帕特里亞跟北部帕特里亞同盟展開對決的場地，該地區是新帕特里亞以位於西部地區開發據點的古老城市波爾多庫里庫做為據點改造出要塞基地，實際上這要塞是新帕特里亞刻意侵略南部帕特里亞聯盟的首都所的佯攻誘餌，故意牽制住北部帕特里亞同盟的全數士兵，讓他們忽略對南部聯盟首都的防衛的戰術策略。
該要塞是将波爾多庫里庫城市山脉一侧，广阔的农田掩埋后所建造的要塞。建築材料由由砖,土和木材而建成, 虽然是之前的样式卻有效阻止不得不分出人来进行战爭中弱化的首都防卫的北方军的攻击。另外简单的建筑材料虽然得到隸屬於新帕特里亞的拟神兵的帮助,但波爾多庫里庫要塞於短期時間也能在北方军得到情报时已经建成也实属惊人。波爾多庫里庫要塞跨越大山脉拖延北方军的行动。防卫墙壁上有少量的炮台, 军队以习惯战争的前南部军人为中心,士气很高,要塞有其规模以上的防卫能力。要塞前方有能看到山脉的土垒,可以阻止敌方轻易接近。无法确定的是,没有挖战壕的原因是为了不损害隸屬於新帕特里亞的拟神兵肯陶洛斯的机动性的原因而没有建筑技術。
漫畫系列中，米莉埃莉亞使用她的能力操縱波爾多庫里庫鎮的居民與戰亡的新帕特里亞士兵將他們轉變成不朽軍隊去攻擊庫德格拉斯部隊與北部軍隊促使他們引發屠戮事件，動畫系列中改為波爾多庫里庫因為在米莉埃莉亞在操縱不朽軍隊侵略南部帕特里亞聯盟的首都「散阿爾塔」之後就沒有發生任何的屠戮事件。
雙步鎮（ Daburuu~ōkātaun，Double Walker Town）
雙步鎮是羅伯特的家鄉，該小鎮位置在帕特里亚的南北邊界，留有著怪病傳說的謠言。
雙步鎮最初据说是因发展林业的需求将两户开拓者移民后发展而来的村子。由于也可以用于铁道铺设对于木材的需求上升,相同的村子在大陆各地都有。雙步鎮也和那些村子一样并没有什么特征卻清贫又很安稳，但是因为地处的位置在南北对立越发严重后多次陷入战火之中。
雙步鎮唯一的特征就是关于「分身幻象」的传说。传说村里会出现和某人一模一样的人物,当那个人看到这个相同的人后就会在几天之内斃命。虽然类似的传说比比皆是,但在这座村子发生次数异常惊人,在以前有十多个人都命喪于这种现象。也有记录显示还有人碰到十多个自己或是碰到形态扭曲得可怕的自己。現實中一般推测这种现象是脑部产生的幻觉,而当地的人是由于浓厚的遗传特质对脑部产生某种影响。随着村庄的发展从外部移居进来的人逐渐增多,有關分身幻象的目击案例变得越来越少,现在只能在令老人和孩童感到畏懼的传说故事中找到雙步鎮的存在。
瑪達農場（ Madāesutēto，The Madder Estate）
瑪達農場是帕特里亚北部的歷史中最為悠久的農場，該農場是瑪達家族所管理。
瑪達農場从移民时代就支撑起北部的历史悠久的农场，曾是首都纽福特的主要食物供给源之一。瑪達農場位於玛达丘陵地带在北部南方有广袤的农场, 拥有与旧街道相近的良好物流和肥沃的土地,瑪達農場主要生产粮食、水果、棉花, 帕特里亚全国都知道大地主玛达家族的大名，但是背后也能看到其历史的黑暗侧面。移民国家帕特里亚在航海时期就有贫富差距,有财产渡海的人和没有财产的人之间的差别在经济竞争中越来越大。穷人在自由主义的名号下被低廉的工资榨取,支配者的力量增加支撑广阔农场的廉价劳动力,对于帕特里亚的发展不可或缺,但是據說贫富差距使得人们之间种下偏见和差别的萌芽下引發战爭的原因之一。隨著铁道的发展可以使得更便宜地方的农作物运到城市,使玛达家在失去距离优势中以及战争和拟神兵弗莱斯贝尔格的威胁逐漸衰退。玛达家的没落是时代变化的必然结果。然而首都近郊的土地价值提高到讓很多人想要得到玛达家族所管理的土地。
艾科爾(厄柯爾魯)（ Ekōru，École）
漫畫系列中是製造與研究出擬神兵的設施(動畫系列中未顯示該建築是否為製造與研究出擬神兵的設施，但是卻新增與继承艾琳的「科技伦理践行者」定位，通过新增实验室场景强化出艾琳作为製作出擬神兵的技术创造者的责任的簡略溯源)。艾科爾的外表上是以建造出治療許多軍隊相關人員以及在戰場上深受重傷的士兵為目的而建設的秘密軍事醫院「漢丁格軍醫院」，但是在背後卻是研究與開發出擬神兵的研究設施。該設施的研究內容相當絕密，所以只有政府的一部份人都知道表面的部分。
戰爭期間，帕特里亞北部同盟政府為了改變战争形态也為了開發出擬神兵，因此他們在接受艾琳的提議下選擇於某座被廢棄於煤炭礦山的遺跡(該礦山中蘊含著巨大的神之化石)建造出艾科爾。由於該地方離附近村莊很遠的緣故，再加上任何的擬神兵的實驗者以及少數人都會被隔絕的情況下進出艾科爾，唯有軍方與政府中有限的人之外知道通往艾科爾的正確路線與其實際位置，也沒有顯示當地居民們對艾科爾的起疑與潛伏調查該建築內部的相關紀錄。
艾科爾的地上大多是診察室與病房，裡面也有成為擬神兵的「實驗者」以及相關人員的臨時宿舍以及辦公室等相關的房間。研究設施的主體是在該建築後面的山中所挖掘的礦道內，裡面擴張出由煤炭礦坑所建造出來的空間。但在地下中從礦坑遺跡建造於研究，裡面有研究室、實驗室、手術室、觀察室與調整室、控制裝置等各種相關設備與房間。待在艾科爾的研究人員與加入擬神兵的研究計畫的實驗對象長期生活在一起也會有許多對通過實驗成為擬神兵、加入擬神兵部隊的成員進行簡易訓練的地方，因此大多數擬神兵部隊的成員都將艾科爾視為他們最印象深刻的場所。
儘管艾科爾進行製作出擬神兵的工作相當隱密，但是該設施與外部聯繫的手段很悠閒，所以根本沒有人知道艾科爾的內部所發生的情況。艾科爾於戰爭將要結束的期間，艾琳為了要徹底壟斷製造出擬神兵的技術方法為由因而特地使用炸藥將艾科爾裡面的實驗設施給全部炸毀，導致裡面的相關研究與成果的資料、製作出擬神兵的稀少材料以及所有設備與設施都毀於一旦，研究者們也因此全數罹難無一倖免。軍方於戰後進行調查卻只查到有人侵入的痕跡、尚未查出與發現任何價值的東西的理由決定封閉該設施。
布魯雷克市(布魯萊克市)（ Burūrēkutaun，BlueLake Town）
布魯雷克市曾經是艾琳與漢克的家鄉，亦曾是帕特里亚南北之間的中轉站的小鎮，是在戰爭期間被南部軍隊給毀滅的城鎮之一。
布魯雷克市是著名的布魯雷克家族從殖民時代就開始建立起來的小鎮，該小鎮位於帕特里亚南北之間的中間位置成為一個重要的貿易站之一。由於布魯雷克市是連接南北的戰略要地，在戰爭期間自然而然地成為攻擊目標。戰爭爆發時北部軍隊就駐紮在此並在附近建造一座堡壘。然而當戰線向北移動、當地鎮民們擔心戰火會波及該城鎮時，北部軍隊阻止他們撤離並堅持以此作為保護基地的機制（儘管南方軍隊一再的警告）使南方軍隊不願意去襲擊該鎮。但是不知情的鎮民們相信北部軍隊會保護他們，可是卻沒有意識到他們正在面臨滅亡的慘劇，所以在南部軍隊摧毀城鎮的期間，大多數城鎮居民來不及逃生而喪命，因為南部軍隊認為他們已經給予該鎮足夠的警告和撤離時間而開始轟炸當地城鎮。記錄顯示砲擊連續幾天晝夜不停地驅逐躲在平民家中的北部士兵，隨著城鎮化為灰燼化為滿目瘡痍的廢墟，所有的平民與北部士兵一同命喪於此地。唯有少數倖存的平民選擇在北部軍隊撤離時棄城，轉流在未被戰火給吞噬的城市、城鎮和村莊中定居下來。即使布魯雷克市在戰爭結束、達成和平協議之下，已經處於無法開始重建的地步。
教會（／ Kyōkai (kyō kai)，The Church）
教會是诚教会在开拓时代作为学院而運作、由實錄派所建立的菁英教育機構間學院，該位置設立於紐福特。該學院的正式名称為“帕特里亚真誠教会学院”(動畫系列中未顯示是否為該設施)。漫畫系列中的教會學院是漢克、艾琳與凱因相遇與成長的地方(動畫系列中尚未顯示是否為該場地)。
教會學院在表面上是在帕特里亚成立后仍然作为国家的最高教育机构中栽培出全国各地之中擁有各式各樣的才能的菁英與天資聰穎的人，藉此發揮他們的各種才能帶給國家許多的貢獻，但是其設施創立真正目的是為了找到一个能够听到「神之聲音」、喚醒他們教派信仰的古代神的人亦是他們教派中的「聖女」。
克魯威爾士鎮(科沃爾茲鎮)（ Kōruu~ōruzu，Coalwalls）
克魯威爾士是弗朗西斯和法恩父女的家鄉，亦是陷入戰亂的邊境小鎮，該小鎮裡面有多數礦山與礦坑也是被新帕特里亞建立的「神之領域」所支配的領地之一。
克魯威爾士是一座礦業小鎮，由一位懷抱著發財夢想的人(指的是弗朗西斯)特地投資與建立。長期以來人們一直傳言這座大山脈中隱藏著大量的煤礦，但克魯威爾士周圍的環境過於惡劣到很少有人冒險去探索。唯一敢踏上這片土地的人是那些被魯莽的夢想所驅使的流氓和逃避追捕的罪犯。隨著這些無法無天的流浪者聚集在一個幸運找到煤炭礦坑的人的帶領下使克魯威爾士鎮開始發展起來。帕特里亞各地有數個此類礦業城鎮也有中央政府頒發採礦權，實際上該政府是賦予採礦者在開採和銷售礦物時的自治權。從政府的角度來看，放棄一定程度的邊境權力以換取可靠的資源供應似乎比追逐遙遠的機會更有利可圖。然而在戰爭開始後不久，礦產資源貧乏的北方就發現煤炭供應不足，於是將許多煤礦置於其直接控制之下。克魯威爾士鎮也不例外。北方軍隊與克魯威爾士的礦主進行談判由於遭到激烈抵抗使談判顯然破裂。根據軍隊的記錄，克魯威爾士的礦主後來被發現具有成為擬神兵的資質性並被授予職位暫時管理該礦坑。
布拉克雷克（ Burakkureiku，Blacklake）
布拉克雷克市是多數帕特里亞貴族的避難場所與休息地區，該城市是被新帕特里亞建立的「神之領域」所支配的城市之一亦是凱因的母親(帕特里亞總統理查德的前妻)不幸命喪於此地的地方。
布拉克雷克市是帕特里亞北方首都紐福特的南部地區一座風景如畫的湖畔城市。自從帕特里亞首次有人定居以來，該湖就以其壯麗的景色而聞名，湖岸上發展起來的城鎮也因之得名成為富人的度假勝地。雖然從首都來到該城市不太方便，但布拉克雷克是坐落在山脈之間、氣候宜人的地方，該城市為貴族和工業家提供遠離城市喧囂的休憩環境。布拉克雷克市附近有很多社會福利機構，尤其是在戰後成立的戰爭孤兒支援基金會的總部。雖然這些機構的真正目的只是為了轉移疲憊不堪的民眾對上層階級的批評，然而事實上裡面的人幾乎什麼沒有做些贊助民眾的行經。
布拉克雷克市於戰爭期間設立難民營，但很可能是北部軍隊為了阻止南方軍隊襲擊此地而建造的。布拉克雷克市是唯一一次被戰爭所波及的城市。雖然事件的具體細節仍沒有完整記錄下來，但是凱因的母親在造訪該城市的難民營時不慎被捲入布拉克雷克市與南方軍隊的交火衝突中不幸罹難。除此之外，布拉克雷克市的損失並不大也在戰爭結束後不久就恢復作為南方軍隊撤退的地方。
威伊菲魯德(韋菲爾德／維非路德)（ U~eifīrudo，Wayfield）
威伊菲魯德村是普力西拉的家鄉亦是陷入泥淖的偏遠村莊，該村庄是被新帕特里亞建立的「神之領域」所支配的領地之一。
威伊菲魯德村是一個被濕地和茂密的森林和所覆蓋的村莊。由於濕地阻礙交通的方便也很難行走，加上樹林里充滿危險的生物，樹上垂下的地衣會阻擋陽光，腐爛的苔蘚會侵蝕著木屋的眾多因素完全不適合給人居住，而且該村落的偏遠位置似乎吸引許多想要避開大眾注意的人物。但泥炭開採和非常有限的整理機會為當地的村民提供足夠的產業來定居。威伊菲魯德村曾經是著名的泥炭開採地，但是由於泥炭被認為作為能源不如煤炭，因此該村莊的情況面對泥炭的需求逐漸下降的同時慢慢開始萎縮。由於這些移民試圖隱居生活跟當地的村民發生意見衝突的處境，即使政府知道該村莊有發生多次的衝突情況，但是他們仍不願意去援助這種偏遠、沒有經濟價值的村莊。
聖溫斯頓（ San'u~insuton ni，Sunwinston）
聖溫斯頓市是帕特里亞南部首都「散阿爾塔」的城郭城市，是南部地區最大的城市也被新帕特里亞建立的「神之領域」所支配的領地之一，該城市的強力要塞曾在戰爭時期阻擋「擬神兵部隊」前往南方首都。
聖溫斯頓市是為保衛南方首都「散阿爾塔」免受戰爭和戰火的侵襲而建造的堡壘城市，該城市位於一片平原上，裡面一邊是隆起的山脈，另一邊是大海。要抵達該城市不只得翻越高山橫越大海之外還要進入鋼鐵般的堡壘。聖溫斯頓市是為了阻擋通往北部首都紐福特的通道而建造的，岸邊的堡壘圍繞著市中心，住宅區則延伸到整個島嶼。這座城市不僅有士兵還居住著多數平民和遊客。聖溫斯頓市擁有眾多小島和寧靜的海灣，該城市曾經是主要的貿易港口和海軍港口的交際點之一，也憑藉著得天獨厚的地形和豐富的資源使該城市要塞擁有當之無愧的銅牆鐵壁之美譽。

## 出版書籍
| 卷數 | 講談社        | 講談社                 | 東立出版社     | 東立出版社             |
| 卷數 | 發售日期      | ISBN                   | 發售日期       | ISBN                   |
| ---- | ------------- | ---------------------- | -------------- | ---------------------- |
| 1    | 2014年12月9日 | ISBN 978-4-06-395262-9 | 2016年7月23日  | ISBN 978-986-462-540-6 |
| 2    | 2015年6月9日  | ISBN 978-4-06-395410-4 | 2017年6月22日  | ISBN 978-986-462-541-3 |
| 3    | 2015年12月9日 | ISBN 978-4-06-395552-1 | 2018年5月25日  | ISBN 978-986-462-794-3 |
| 4    | 2016年8月9日  | ISBN 978-4-06-395682-5 | 2019年12月23日 | ISBN 978-986-482-050-4 |
| 5    | 2017年2月9日  | ISBN 978-4-06-395836-2 |                |                        |
| 6    | 2017年9月8日  | ISBN 978-4-06-510201-5 |                |                        |
| 7    | 2018年3月9日  | ISBN 978-4-06-511070-6 |                |                        |
| 8    | 2018年8月9日  | ISBN 978-4-06-512324-9 |                |                        |
| 9    | 2019年2月8日  | ISBN 978-4-06-514422-0 |                |                        |
| 10   | 2019年7月9日  | ISBN 978-4-06-516284-2 |                |                        |
| 11   | 2020年7月9日  | ISBN 978-4-06-518780-7 |                |                        |
| 12   | 2021年3月9日  | ISBN 978-4-06-522645-2 |                |                        |
| 13   | 2021年3月9日  | ISBN 978-4-06-522645-2 |                |                        |
| 14   | 2022年10月7日 | ISBN 978-4-06-529408-6 |                |                        |
| 15   | 2023年8月8日  | ISBN 978-4-06-532603-9 |                |                        |

## 電視動畫
2019年2月，講談社宣佈本作動畫化。同年3月，動畫製作組公佈本作動畫將於同年7月播放。

### 製作人員
動畫的主要製作人員如下：
- 原作：
- 監督：宍戶淳
- 系列構成：村越繁
- 角色設計、總作畫監督：新沼大祐
- 美術監督：森川裕史
- 色彩設計：鎌田千賀子
- CGI監督：大田和征
- 攝影監督：三舟桃子
- 編輯：相原聰
- 音樂：池賴廣
- 動畫製作：MAPPA
- 製作：獵獸神兵製作委員會（NBC环球娱乐，讲谈社，Cygames，JR东日本企划，TOKYO MX，BS11，A-Sketch，GYAO）

### 主題曲
片頭曲
作詞、作曲、編曲、主唱：Mafumafu
片尾曲「HHOOWWLL」
作詞：hotaru，作曲：Tom-H@ck，編曲：KanadeYUK，主唱：Gero × ARAKI
插曲「Beatrice's Lullaby」（動畫08話）
作詞：Meibi(めいびい)，作曲：池賴廣，主唱：早見沙織（碧翠絲／朵莉絲）

### 各話列表
| 話數   | 日文標題 | 中文標題                                        | 劇本      | 分鏡                      | 演出                   | 作畫監督                                                                                                |
| ------ | -------- | ----------------------------------------------- | --------- | ------------------------- | ---------------------- | --- |
| 第1話  |          | 致曾為神之眾獸/致曾為眾神之獸/致曾為眾神之眾獸  | 村越繁    | 宍戶淳                    | 宍戶淳 高橋謙仁        | 高田陽介、吉田正幸、鎌田均                                                                              |
| 第2話  |          | 龍的女兒/龍之女                                 | 村越繁    | 宍戶淳                    | 川奈可奈               | 柴田志朗、村上龍之介、石田千夏 佐野誉幸                                                                 |
| 第3話  |          | 彌諾陶洛斯的要塞/邁諾陶洛斯之要塞               | 金田一 明 | 田中貴大、宍戸淳 佐野誉幸 | Kang Tae-sik 田中貴大  | The Sun、Song Jin-hee、Hwang Il-jin Lee Bu-hee、Kim Eun-sun                                             |
| 第4話  |          | 巨兽的猛进/巨獸的突進                           | 金田一 明 | 大石美繪                  | Kim Sang-yeop 大石美繪 | Lee Bang-won、Kwon Hyeok-jeong、The Sun Hwang Il-jin、Kim Eun-sun                                       |
| 第5話  |          | 石像鬼的审判/石像鬼的断罪/石像鬼的定罪          | 金田一 明 | 芝久保                    | 下司泰弘               | 吉田正幸、和田伸一、村上龍之介 柴田志朗、石田千夏、松岡秀明 長岡康史、柳瀨譲二                          |
| 第6話  |          | 百獸之王/萬獸之王/獸之王/獸王                   | 村越繁    | 佐藤威                    | 佐藤威                 | 高田陽介、張丹妮、伊藤瑞希 池田智志、佐野誉幸、岸香織                                                   |
| 第7話  |          | 追憶的扳機/追憶的引鐵                           | 金田一明  | 添野惠、宍戶淳            | Kang Tae-sig The Sun   | The Sun、PARK PRO                                                                                       |
| 第8話  |          | 沉眠的歌姬/沉睡的歌姬                           | 金田一明  | 川奈可奈                  | 川奈可奈               | 高田陽介、伊藤瑞希、張丹妮 岸香織、和田伸一、村上龙之介 柴田志朗、石田千夏、松岡秀明                    |
| 第9話  |          | 冥府的看門犬/冥府的獵犬/冥府的看門獵犬          | 村越繁    | 芝久保                    | Park Jae ik 岡本泰知   | Kim Eun-sun、Yu Seung Hee、The Sun Kim Yun Jeong、Lee Kawan Woo                                         |
| 第10話 |          | 兩個誓約/兩個誓言                               | 村越繁    | 高橋謙仁                  | 高橋謙仁               | 高田陽介、佐野誉幸、池田智志 伊藤瑞希、張丹妮、岸香織                                                   |
| 第11話 |          | 暴亂的響箭/騒乱的響箭矢/騒乱的箭矢/騷動亂的開始 | 金田一明  | 大石美繪                  | 下司泰弘               | 和田伸一、松岡秀明、柴田志朗 村上竜之介、石田千夏、高田陽介 岸香織、張丹妮、伊藤瑞希 新沼大祐           |
| 第12話 |          | 追逐者們                                        | 村越繁    | 宍戶淳                    | 宍戶淳                 | 高田陽介、岸香織、伊藤瑞希 柴田志朗、石田千夏、和田伸一 村上龍之介、張丹妮、松岡秀明 青木里枝、DR MOVIE |

### 藍光版
| 卷數 | 發售日期       | 收錄話數       | 規格編號  |
| ---- | -------------- | -------------- | --------- |
| 1    | 2019年9月26日  | 第1話－第3話   | GNXA-2261 |
| 2    | 2019年10月30日 | 第4話－第6話   | GNXA-2262 |
| 3    | 2019年11月27日 | 第7話－第9話   | GNXA-2263 |
| 4    | 2019年12月25日 | 第10話－第12話 | GNXA-2264 |

### 播放電視台
日本深夜動畫：下文記載的日本国内播放時間使用日本標準時間（UTC+9）表示。因為部分時間标识會採用30小时制，因此請留意这类超过24:00的时间，其實際播放時間為翌日清晨。
| 播放日期       | 播放時間                               | 播放電視台     | 播放區域   | 備註                      |
| -------------- | -------------------------------------- | -------------- | ---------- | ------------------------- |
| 2019年7月1日 - | 星期一 23時00分 - 23時30分             | 東京都會電視台 | 東京都     |                           |
| 2019年7月1日 - | 星期一 23時00分 - 23時30分             | BS11           | 日本全國   | BS放送 「ANIME+」播放時段 |
| 2019年7月3日 - | 星期三 3時30分 - 4時00分（星期二深夜） | MBS電視台      | 近畿廣域圏 | 「動畫特區』第3部         |

## 外部連結
- 電視動畫官方網站 （日語）
- 動畫官方的X（前Twitter） （日語）